# チリ国鉄の電車
本項ではチリ国鉄 (EFE) に在籍している・もしくは在籍していた電車について記述する。チリ国鉄の広軌（1676 mmゲージ）路線は同国のバルパライソ州（第5州）以南、首都サンティアゴ・デ・チレ（以下サンティアゴとする）の南北を結んでいる。そのうち第8州までは幹線（チリ縦貫鉄道の大半の区間）が電化されている。最初の区間が電化された時期は1920年代で架線電圧は直流3000 Vとなっている。チリでの鉄道における旅客輸送の半数以上は現在、電車によって行われている。なお、チリ国鉄は上下分離政策により施設の保有と開発を担当する機能だけを残しており、列車の運行はいくつかの子会社により行われている。
以下で述べる車両のうち、AEZとAELは日本製である。

## AM（ドイツ製）
1939年から1942年にかけてドイツで3両×12編成の計36両が製造された、チリ国鉄初の電車である。購入は現金と大量のレンズ豆をドイツへ送り、それと交換するかたちで行われた。
車内の座席はモケット生地張り（後に客車URに改造された車両はビニールレザーの生地に交換）の転換クロス式。
先頭電動車（Mc）2両が中間付随車（R）を1ないし2両中間に連結する事で1つの編成が出来上がる構造を採用しており、中間車と中間車の連結部分下には連接台車（イコライザー式）が設置されている。
1923年に電化されたサンティアゴ - バルパライソ間の高速輸送およびサンティアゴ近郊輸送（のちのメトロトレン）とバルパライソ近郊輸送（のちのMerval）を担当する事が導入当時の役目であり、12編成すべてが1942年前後までに運用に入ることを予定していたが、実際に1942年から運用に入ったのは1940年にチリに到着した数編成のみであった。残りの編成は第二次世界大戦に巻き込まれてしまい、ナチス・ドイツのプロパガンダが書かれた目隠しを施され、ナチス・ドイツの専用列車をとして偽装し、甲種輸送によりドイツを縦断、積み出しを行う予定であったイタリアの港へ向かっていたところ、戦局の急激な悪化により輸送の継続が困難とされ、スイス国内で輸送を一旦打ち切られ現地の休止線で保管されたのち、戦争が終わった後の1946年に再び輸送を再開しチリに到着した経歴を持つ。サンティアゴから電化区間が南へ延びるとともに、このAMも運用範囲を広げ、最終的には南のテムコまで運用されるようになった。それと平行し輸送力強増を図るために1編成につき中間付随車を1両増結し4両となった。最終的には全ての編成に増結が行われ、1962年には同形式の増備車とも言える後述のイタリア製AM ITALIANOも登場した。
1976年から1977年にかけて、当車両を置き換える目的でアルゼンチンより後述のAESが海上輸送により到着し、同車の運用入りが始まると運用が順次減少。1980年代より老朽化による廃車が開始されたが、廃車を免れた編成や車両も存在した。4両2編成は客車に改造されUR-1・UR-2として2002年まで活躍。客車に改造されなかった一部の編成の先頭車はパンタグラフもそのままに、1両で走行可能なように台車位置を変更したうえで架線の状態などを検査する事業用車両に改造された。チリ国鉄は2019年現在もこのドイツ製AMを記念に保存している。

## AM（イタリア製）
1961年・1962年に後述のAMZと同様、イタリアで製造された電車で、同国ナポリのIMAMアエルフェールで4両5編成（AM-21 - 25の20両）が製造された。形式のAMが示すように前述のドイツ製AMの増備車であり、それと区別するためにAM ITALIANOと呼ばれる。

### 概要
吊り掛け駆動の主電動機やモケット張りの転換クロス式の座席、編成もイコライザー式の連接台車を使用するなど、前述のドイツ製AMとの共通点が多く見られるが、新たに前面の貫通扉上に行き先や列車種別を示す方向幕が設置され、車体外窓下のヘッダーがなくなるなど新技術も多数取り入れられている。

### 沿革
1962年より運用を開始し、ドイツ製AMと同じく、主にサンティアゴ（マポーチョ） - バルパライソ（プエルト）間やサンティアゴ（アラメダ/セントラル） - ランカグア間の運用に就いたが、運用によってはサンティアゴ - タルカ - チジャンの間の普通列車（各駅停車）にも使用された。
しかし、1980年代になると当時のピノチェト政権の政策により国の経済が悪化し、製品や部品にかかる費用を十分に用意できず、自走が不可能な状態になった。そこで5編成のうちAM-22・AM-24・AM-25は運用を離脱、残りのAM-21とAM-23は運転台と車内電源供給用のパンタグラフは残しつつ、車体や車番もそのままに機関車に牽引される客車となった。客車となった後も引き続きサンティアゴ - タルカ - チジャン - コンセプシオンで運用され、1990年代後半にはビオビオ州内の普通列車・コルト・ラハの運用に就いたが、後述のUT-440がバルパライソのMervalおよびサンティアゴのメトロトレンに導入されたことにより、より新しく自走が可能なAESとAELが同州に玉突きで転属。同じくコルト・ラハの運用に就いていた前述のドイツ製AMとともに置き換えられ、2002年に現役を退いた。
本形式は最初に離脱した3編成を含め大半が民間に売却もしくは保管され、そのなかには鉄道愛好家などにより住居や事務所に改造されるなど「第二の活躍」をした車両も存在し、それらの一部は現存する。

## AMZ
1961年・1962年に前述のAM ITALIANOと並行して、イタリアのブレーダでAMZ-51 - 53の4両3編成が製造された電車である。

### 概要
構造は、ベースとなった前述のAM2形式と同じく先頭が電動車で中間が付随車となっているが、こちらは名前の最後にZ（Zalon=サロン）の頭文字がついているように特急など優等列車に使用するための設備が整っており、冷房装置が設置され、座席は大型のモケット張りのものとなっている。窓は一部を除き固定式であり、車内側にはベネシャンブラインドも設置。また中間車のうち1両にはバーカウンターがあり、食事を提供することが可能。台車はAM2形式と同じく連接のイコライザー式を採用した。

### 沿革
運用範囲は前述のAM2形式と同じであるが、停車駅の少ない運用に使用された。
1973年に同じ車内構成の増備車として後述の日本製のAEZが登場したことから、優等列車用電車の形式名をAEZへ統一することになり、1980年前後にAEZ-51 - 53へ変更されたほか、前述のAM ITALIANOと同じく1980年代後半に運転台などはそのままに客車として使用されるようになり、従来の昼行の他にサンティアゴ - コンセプシオン間の夜行列車にも使用された。その後、後述のUTS-444の導入で運用に余裕が生まれた日本製のAEZに役目を譲り、2002年に引退したが、引退後はAMZ-51がテムコの鉄道博物館に屋外展示されており、近年電車時代の姿に復元がなされている。

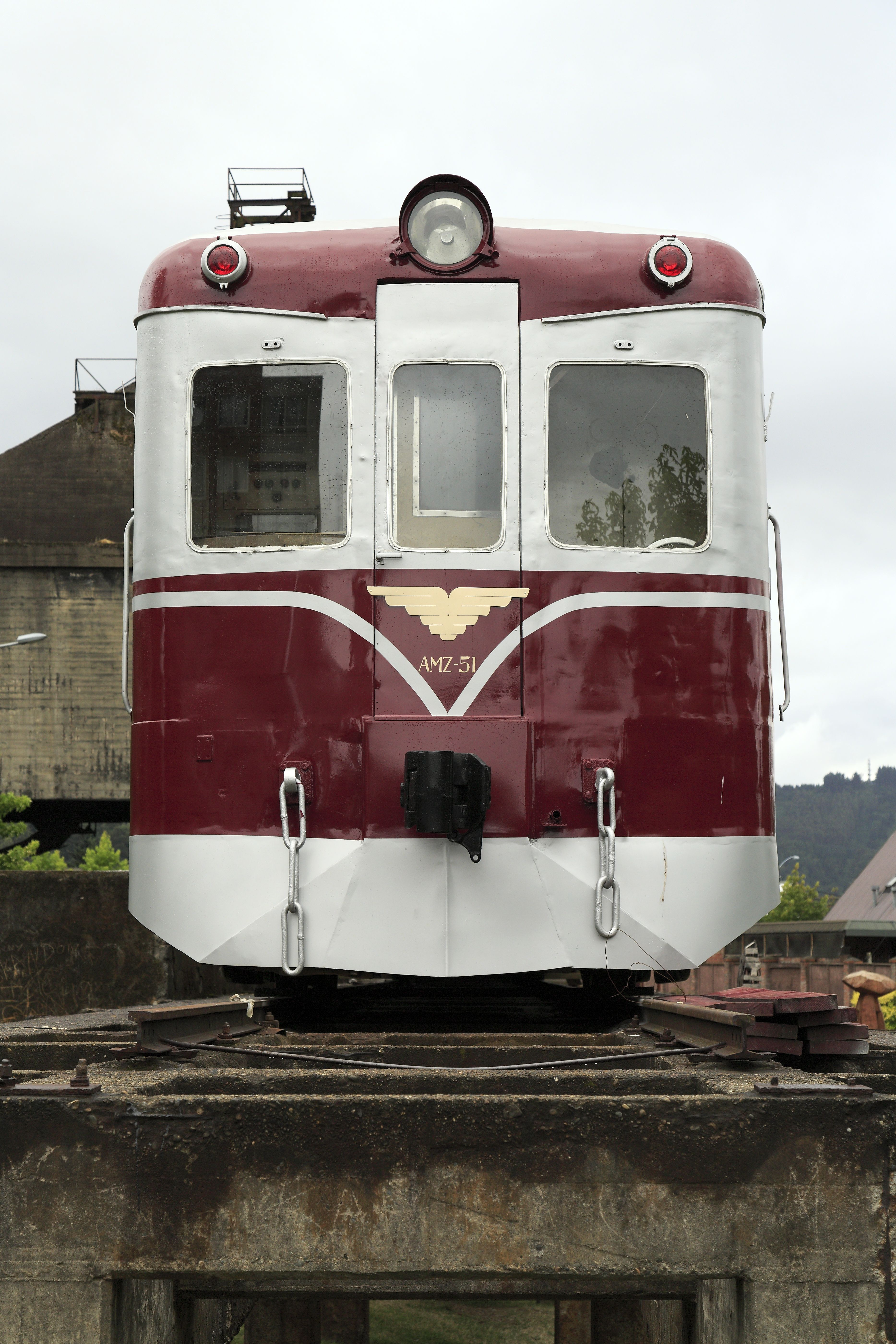
AMZ-51 復元された前面
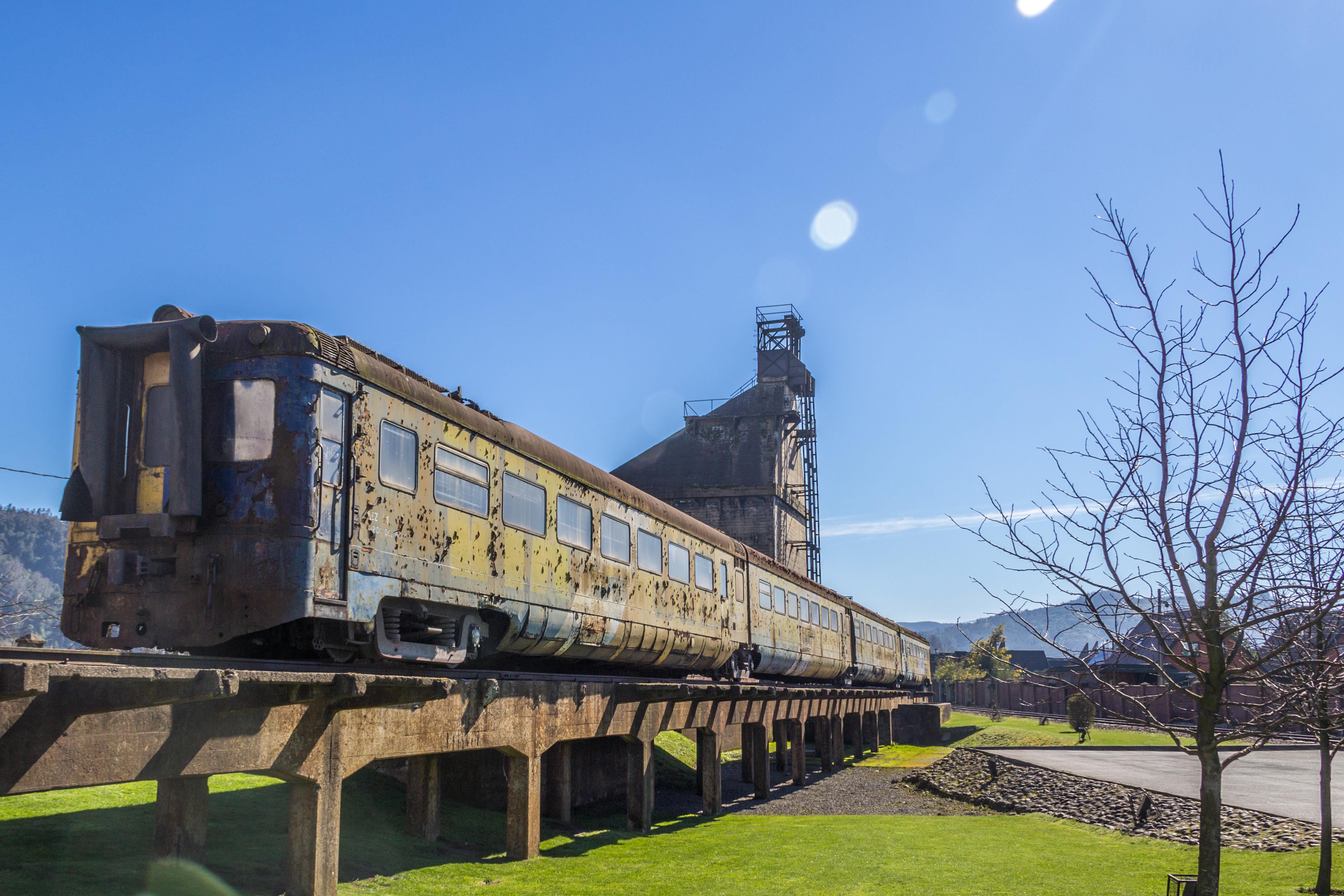
AMZ-51 途中で形式名がAEZに変更されたため、車体にはAEZ-51と表記されていることがわかる
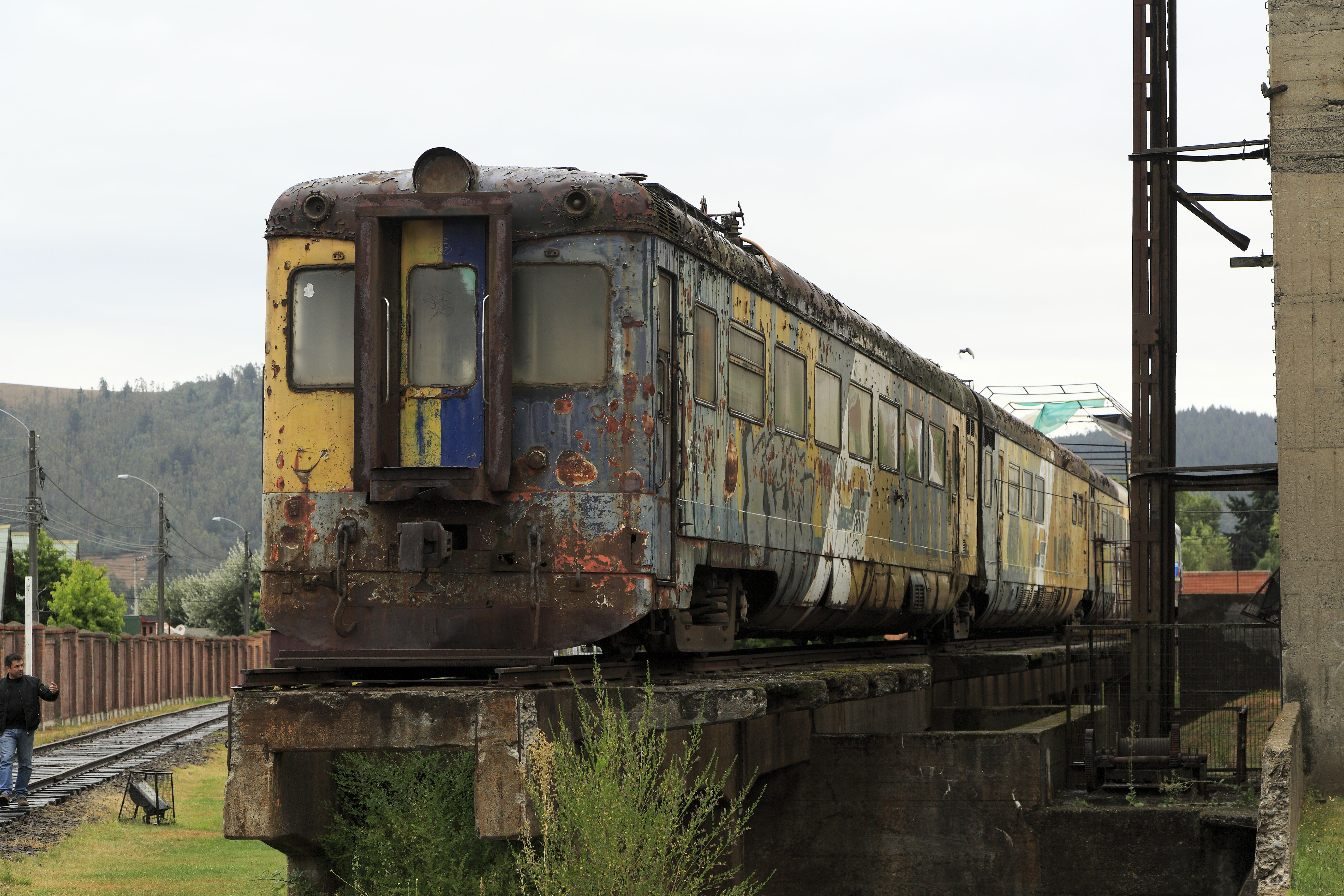
AMZ-51 先頭車に客車として使用された際の貫通扉の幌とパンタグラフ設置台が見える
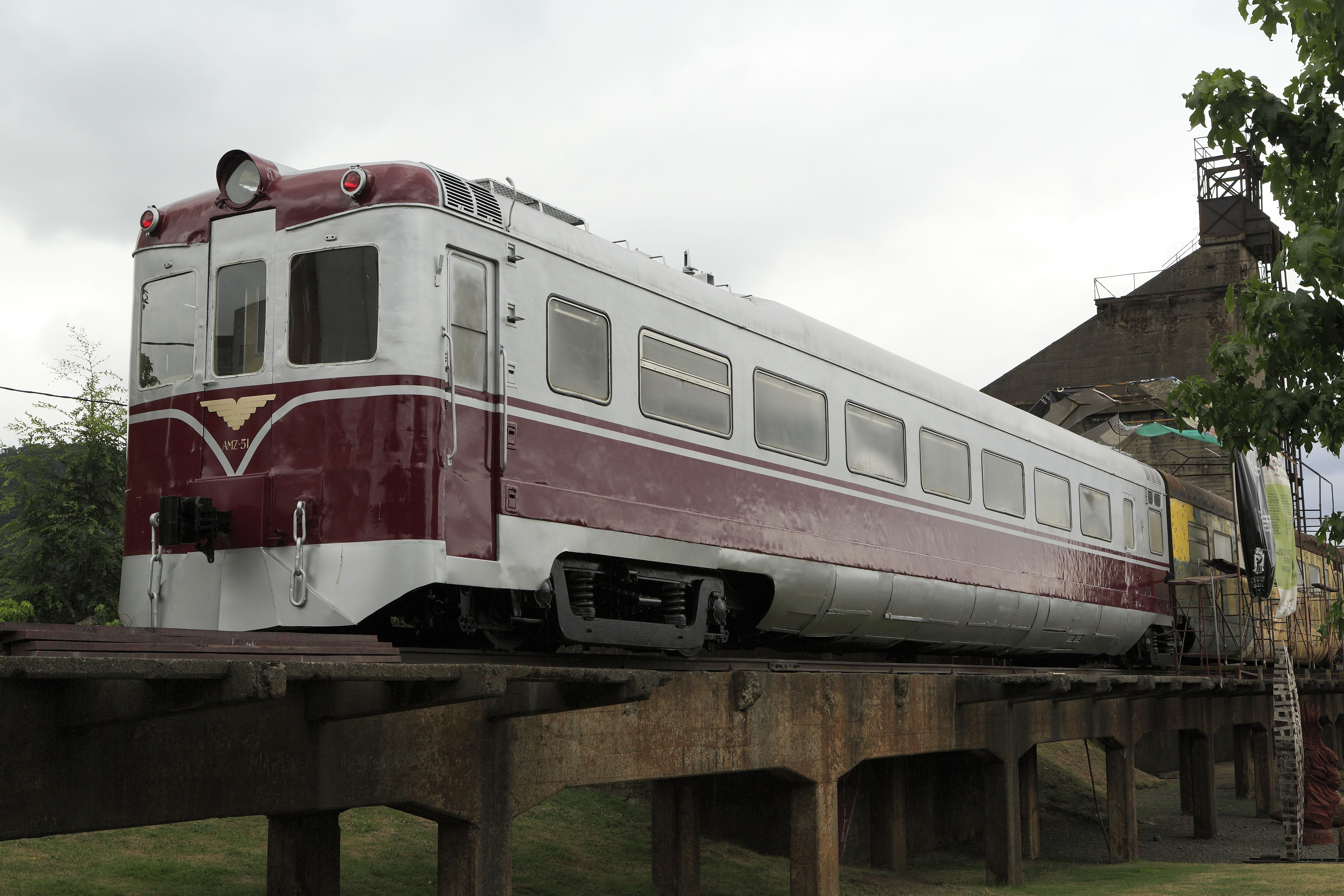
AMZ-51 先頭電動車
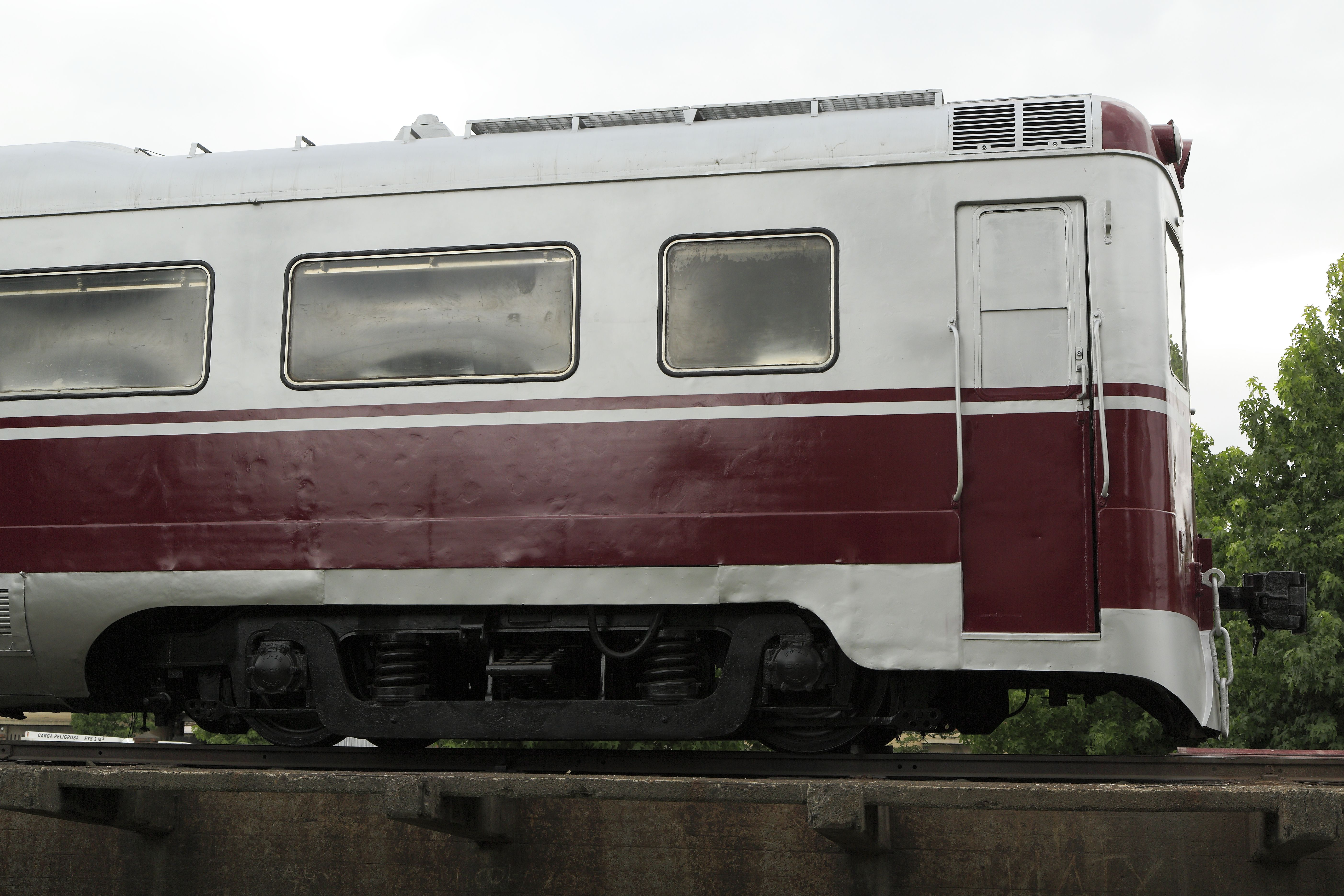
AMZ-51 先頭車の先頭側
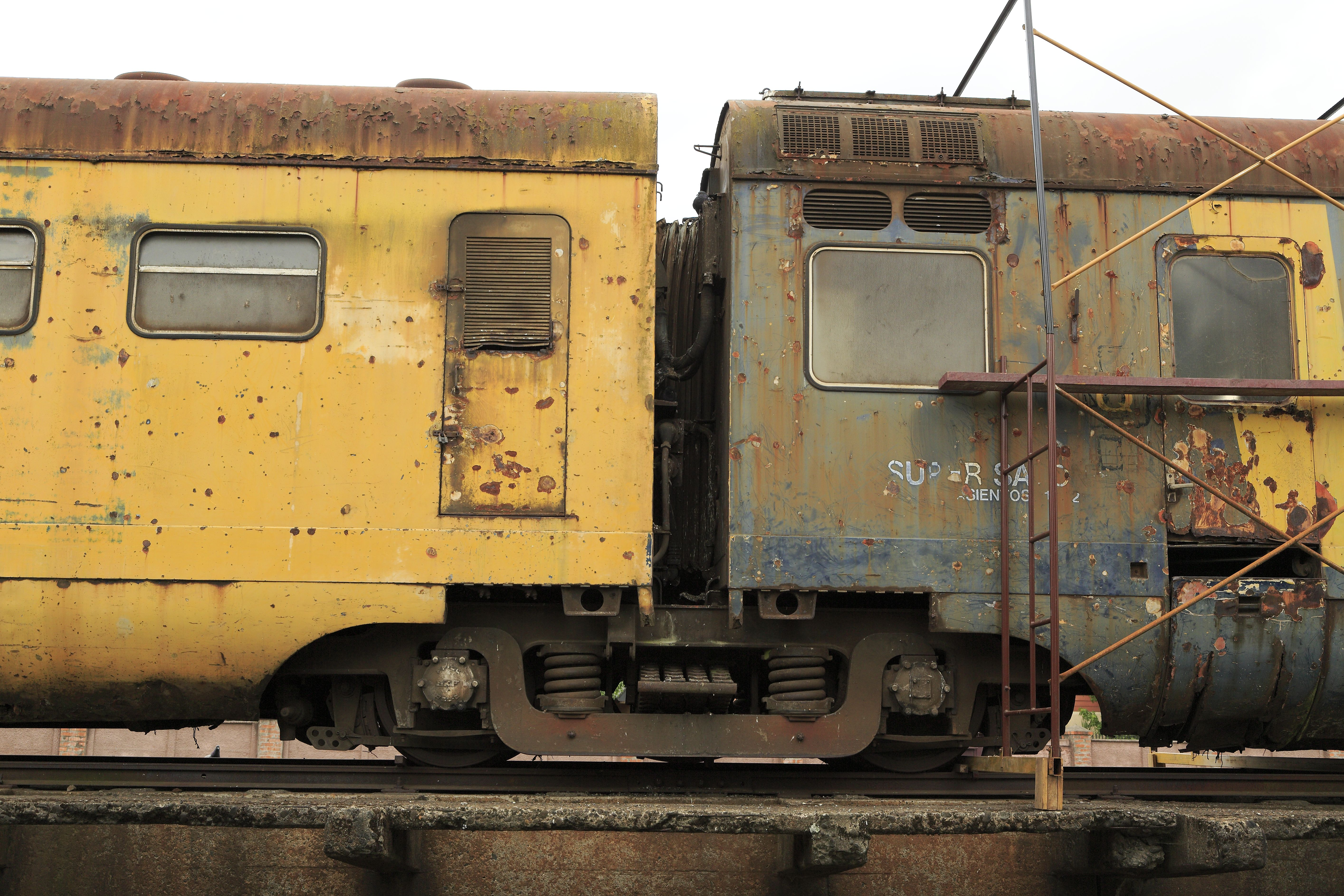
AMZ-51 連接台車部分

## AEZ

### 概要
1973年に日本から24両が輸出された特急電車である。AEZとはAutomotor Eléctrico Zalón（サロン電車・ZalónはSalonのスペイン語綴り）の頭文字であり、川崎重工業で4両4編成の16両、日立製作所で同2編成8両が製造された。後述するAELとともに、輸出の仲介役となった商社である日商岩井（当時）が現地ではしばしば製造元だと勘違いされる。
編成はMc＋R＋R'＋Mc（Rはスペイン語で付随車の意味）の4両編成で、R'車はバーつきサロン車となっている。座席は日本国鉄の電車のグリーン車並みの5段リクライニングシートで、足掛けもついている。サロン車には本格的な料理を調理可能な厨房もあり、また同車の客室には座席が向かい合う中央に取り外し可能なテーブルを設置することができる。
客室側面の窓は二重の大窓で、ベネシャンブラインドを備える。水洗の便所は循環式である。客室天井の蛍光灯はグローブに覆われているが、予備の白熱灯を備えており、夜行列車での運用にも適応する。前面窓上部には竣工当時には方向幕が存在したが、後に埋められてそこに編成番号が表記されるようになった。気笛は低音かつ和音のホーンである。パンタグラフは菱形の大柄なものが両先頭車に各1基取り付けられているが、普段は進行方向の1基のみ上げて使用する。コイルばね式の台車は、電動台車の場合重量が1台10 tを超えるというもので、剛性が高く、広軌のスペース上の制約ゆえか、揺れ枕吊りが台車枠の内側にある。通常は4両で運用されるが、極稀にR車を抜いた3両でも運用される。
一時期は最後部に別の客車を増結して使用される運用も存在したほか、一部編成には非電化区間にディーゼル機関車の牽引で直通するため、床下に車内電源供給用の発電機が搭載された。
政府の財政状況から軌道の状態が劣化し乗り心地が悪くなっていたサンティアゴとチヤンの間の軌道改良が日本政府の援助により2001年に完成し、同区間で本来の速度と乗り心地を取り戻した。
登場以来何度か車体や車内の改修を受けたが、後継車両に当たるUTS-444が導入されてからは運用に余裕が生まれ、前述のAMZに代わり主にサンティアゴとコンセプシオンとの間の夜行列車"Automotor Noctuno"に充当されたが、同列車が廃止になると予備車の扱いとなった。
2009年、走行中のAEZ-43の片方のMc車の主電動機を駆動させるWN継手が老朽化によって破損、主電動機とともに落下し、その衝撃で脱線する事故が発生。この事故の調査の結果、原因は「台車および主電動機の老朽化」であるという結論が出され、翌2010年に通常の運用から退いた。
37年間の中で全6編成のうち、AEZ-43のコンセプシオン（プエルトモント）寄りMc車、AEZ-46のサンティアゴ寄りMc車とAEZ-45のR'車が事故（R'車は火災）により運用を一足早く離脱した。AEZ-43は事故で損傷した方向のMc車をAEZ-46の損傷していない方の先頭車と交換して復旧したものの、AWZ-45とAEZ-46はそのまま復旧せずに廃車となり、部品供給用車両となったほか、現役を続けた4編成に対してはUTS-444の予備車として運用するため、編成中の1両の座席配置を通路を挟んで2 - 2から2 - 1へ変更し、併せて当部分の座席もUTS-444と同様のものへ交換した。
2010年以降は全ての編成がサンティアゴの車両工場で保管され、部品供給用となった2編成は解体が行われたものの、AEZ-44は綺麗に整備され時折サンティアゴ中央（アラメダ）駅等で展示されているほか、前述の座席交換で発生したと思われる従来からの座席はスペイン国鉄から購入した10000形客車に設置され、"Coche Súper Salón"（2等車に相当）としてサンティアゴ - コンセプシオン - テムコ間の不定期・季節夜行列車に連結・使用されている。

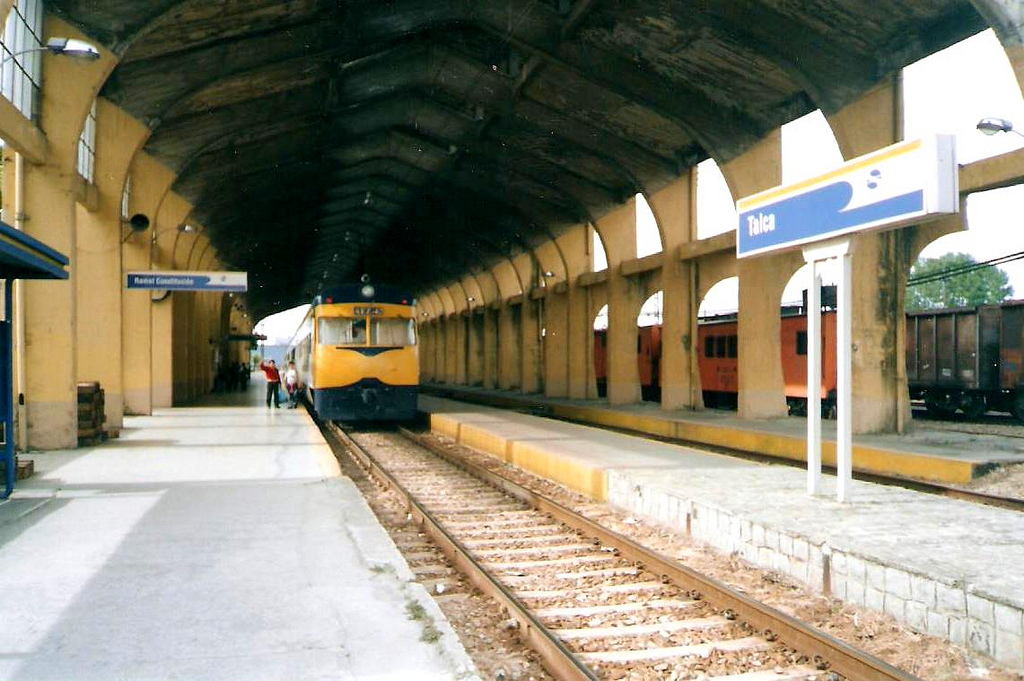
2004年・タルカ駅に停車中のAEZ形電車
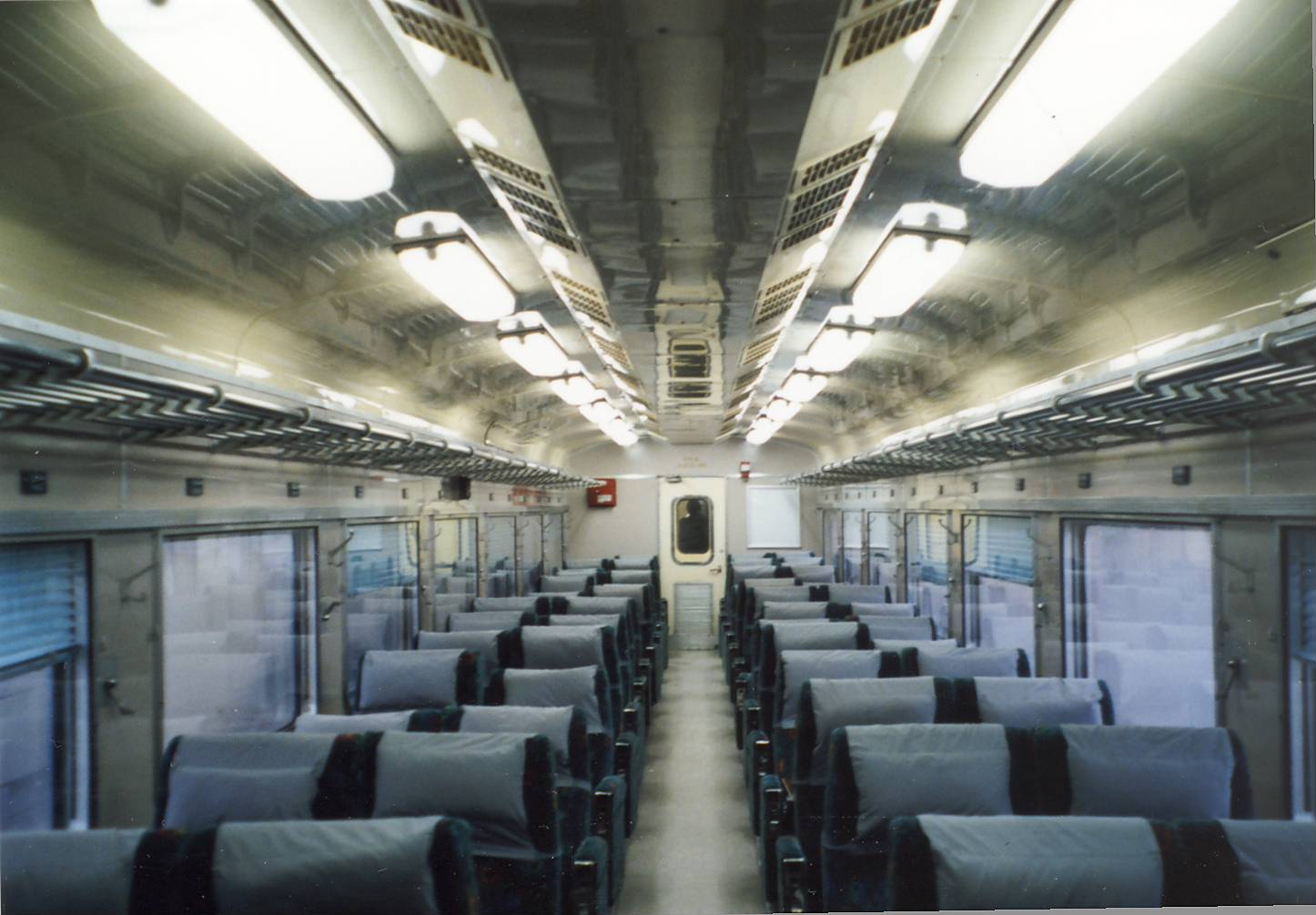
車内
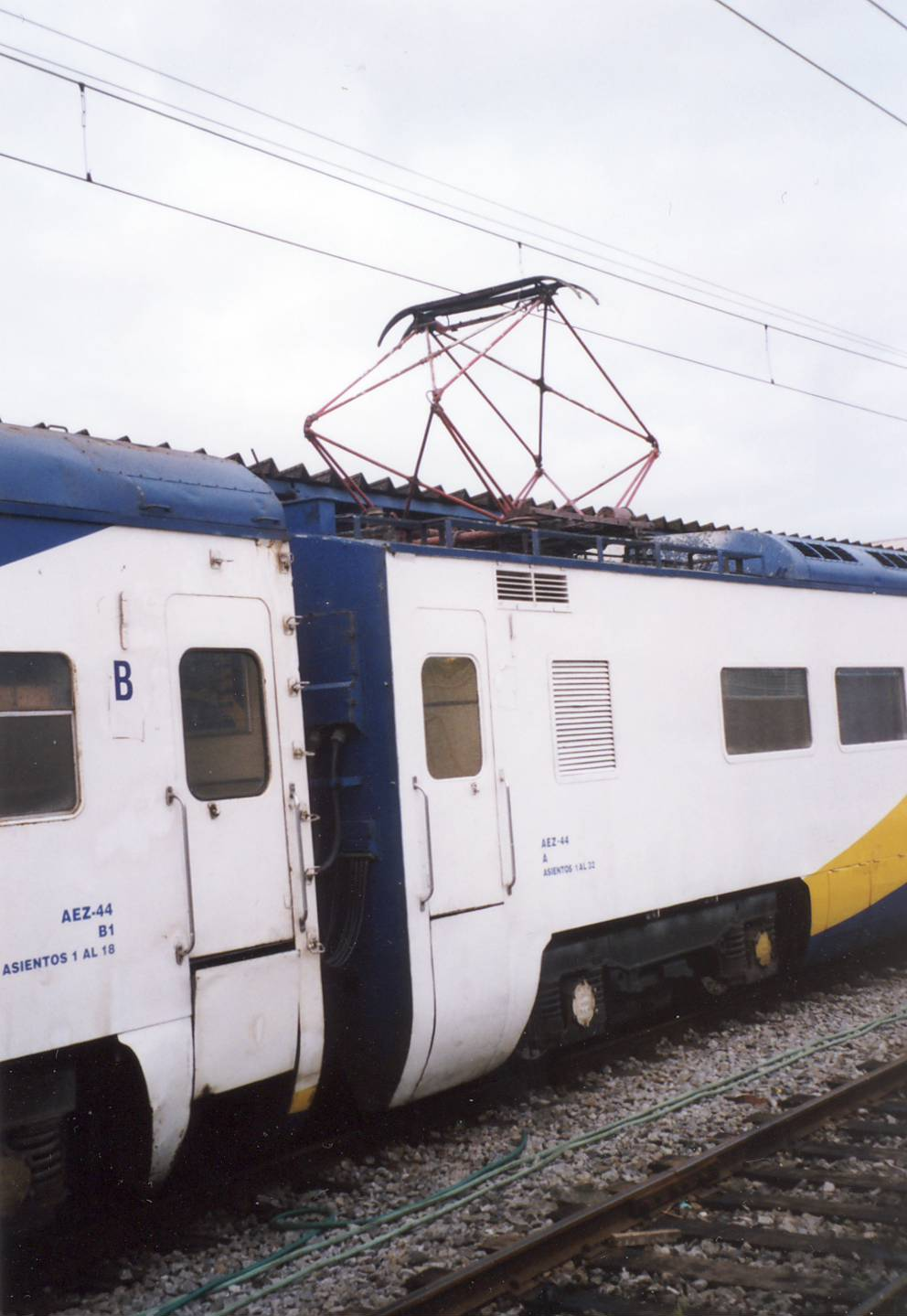
台車とパンタグラフ

## AEL
AEZに先だち、1972年に日本から4両8編成の合計32両が輸出された近・中距離用電車。AELとはAutomotor Electrico Local（電動普通車）の頭文字で、車両製造の内訳は川崎重工業が4両5編成の20両、日立製作所が4両3編成の12両である。

### 概要
編成は前述のAM2形式と同様のMc＋R＋R＋Mc（Rはスペイン語で付随車の意味）の4両であるが、連接台車は採用せず、1両につき2つの頑丈なボギー台車が設置されている。車内はビニールレザー張りのセミクロスシートで、クロスシートの部分は転換式となっている。天井の蛍光灯はグローブつきであり、乗客用の側扉は両開きの自動ドアで、車体の片側に中間車には2箇所、先頭車には後位寄りに1箇所ある。また、これらの仕様も前述のAM2形式と共通している。

### 沿革
1972年に日本で製造されたあと、商社・日商岩井によってチリへ輸出され、バルパライソにおいて陸揚げが行われた。このことから、現地においてはAEZとともに日商岩井が製造元と誤解されることが多い。
本形式は20年以上に渡りサンティアゴを中心とした運用を続け、一部はバルパライソや同国南部のコンセプシオンを発着する運用にも使用。なかでもサンティアゴでは、同地を発着する近・中距離電車が1990年よりサンティアゴ地下鉄と連携する形に再編されることとなり、同時にメトロトレンという愛称が付けられ、それに使用される本形式のうちの数編成は車体全体を水色で塗装し、車体中央に白色の斜め縦帯が入ったメトロトレン独自の塗装を纏い、斬新な見た目となった。また、この時点において、AEL-32・AEL-33は事故で先頭車および中間車の側面のクラッシャブルゾーンが大きく損傷し、1990年代後半までに廃車となったほか、1995年から1996年頃にかけてAEL-31が運用から離脱している。
2001年頃にAEL-31・35・36・37は後述のUT-440に追われ、ビオビオ州（第8州）のコンセプシオン近郊でビオトレンの普通列車として運用されるようになった。このうちAEL-31は他の3編成への部品供給用である。
その後もAEL-34とAEL-38が波動用車両としての役割を兼ねつつ、メトロトレンの予備車として活躍を続けていたが、最後の編成となったAEL-38が2007年に引退した。同車は離脱後はサンティアゴの車両工場に留置されている。
またビオトレンにおいてもUT-440-MCが導入および転入すると余剰となり、最後の編成となったAEL-37が2012年を最後に運用を退いた。AEL-37は引退後もビオトレンの車両基地に留置されている。

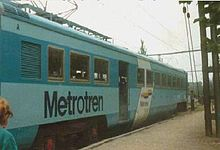
1991年・サンティアゴの近郊電車メトロトレンで活躍するAEL形電車 台車やパンタグラフはAEZと同様
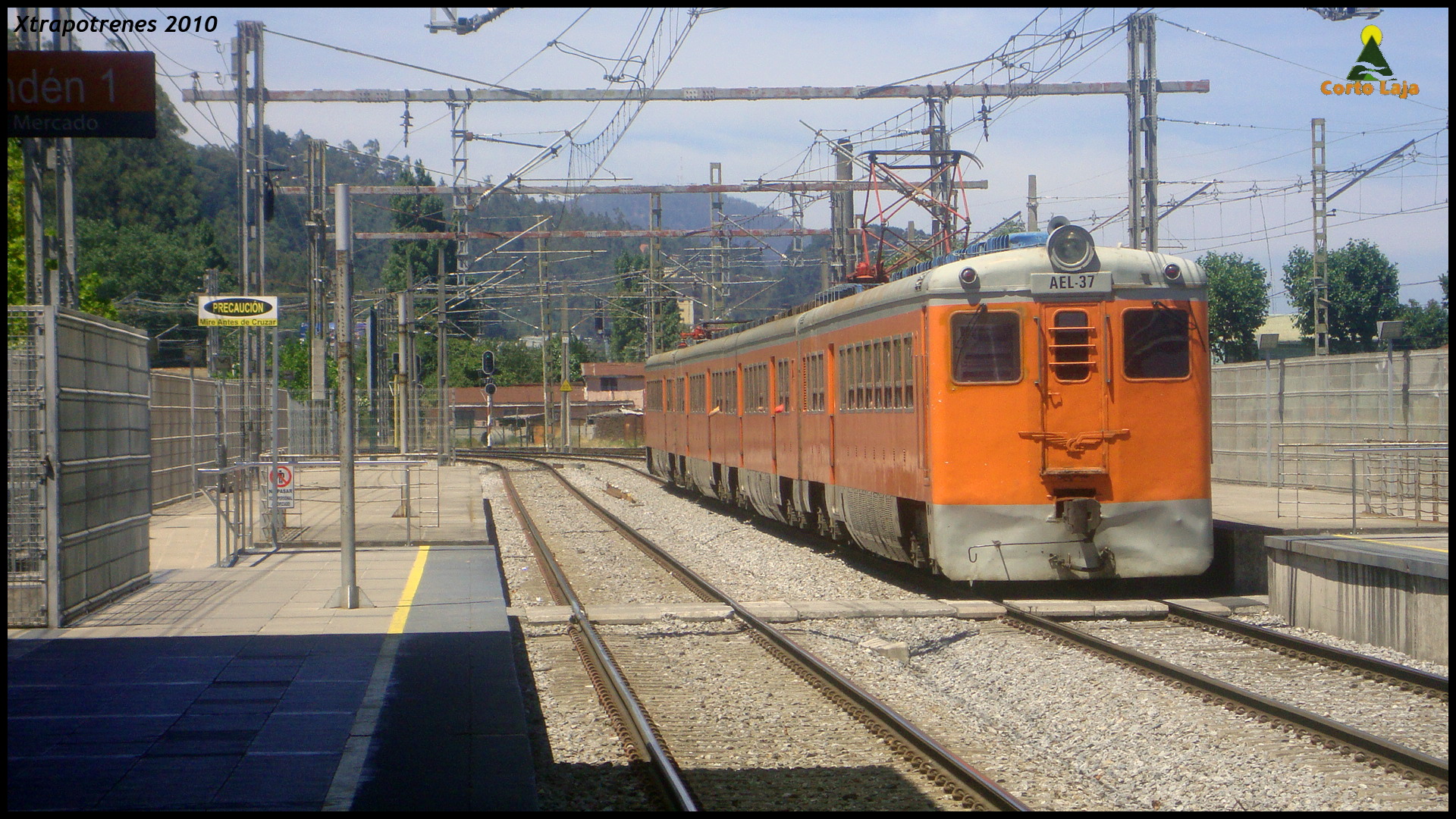
2010年・コンセプシオン駅に停車するAEL形電車 AEL-37
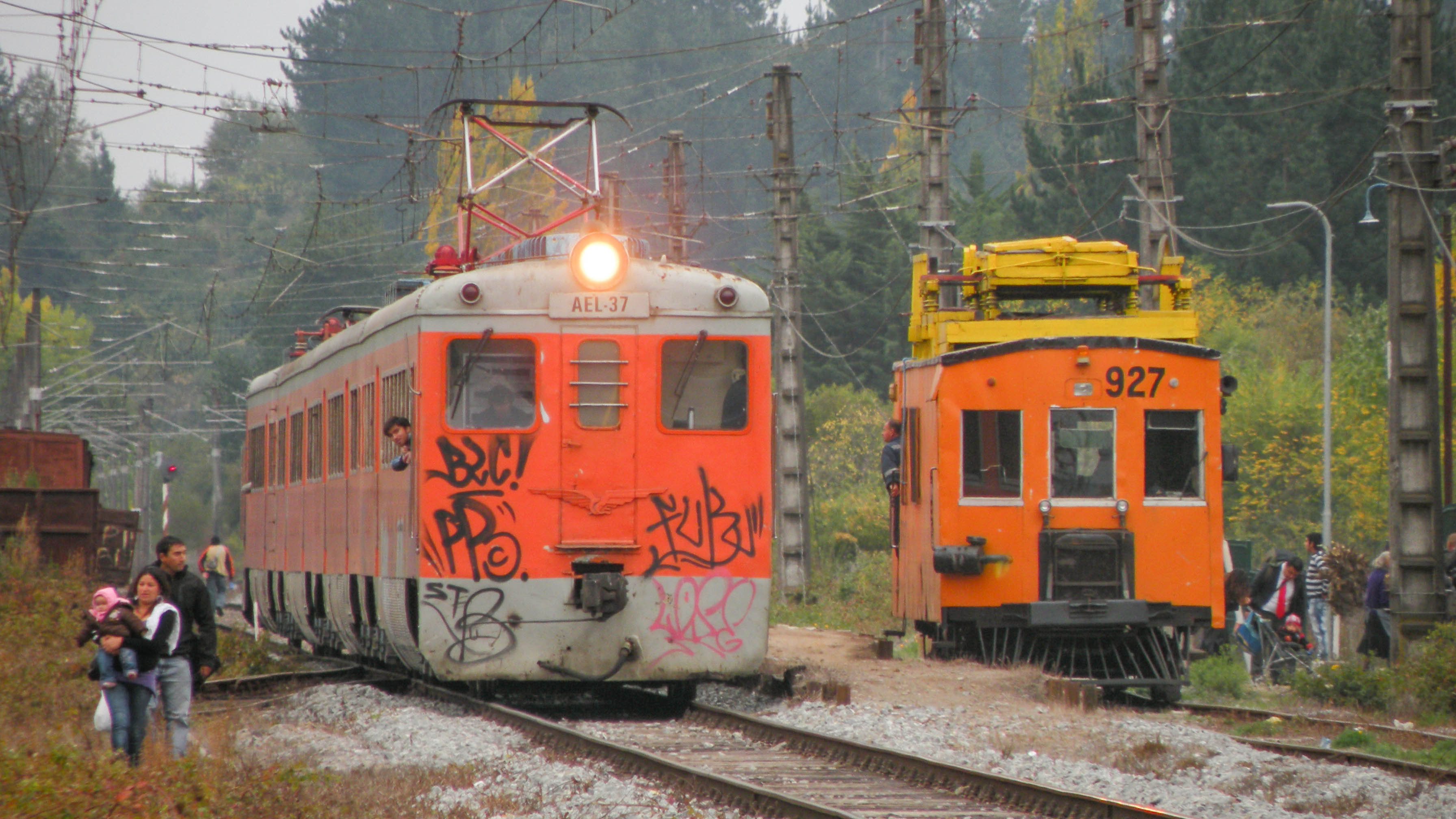
2011年・最後の活躍をするAEL形電車 AEL-37
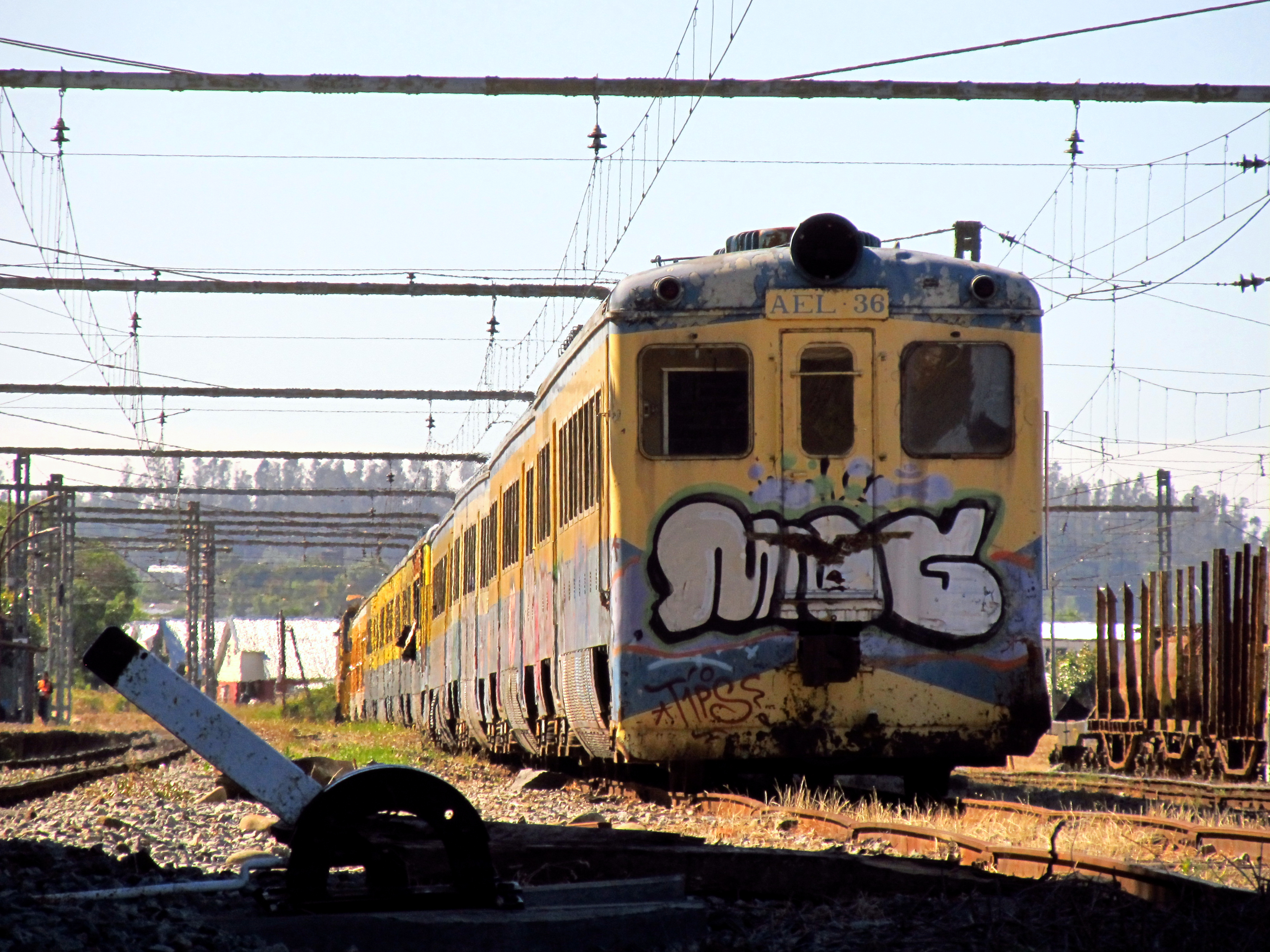
2012年・運用を離脱したAEL形電車 手前がAEL-36で奥がAEL-35
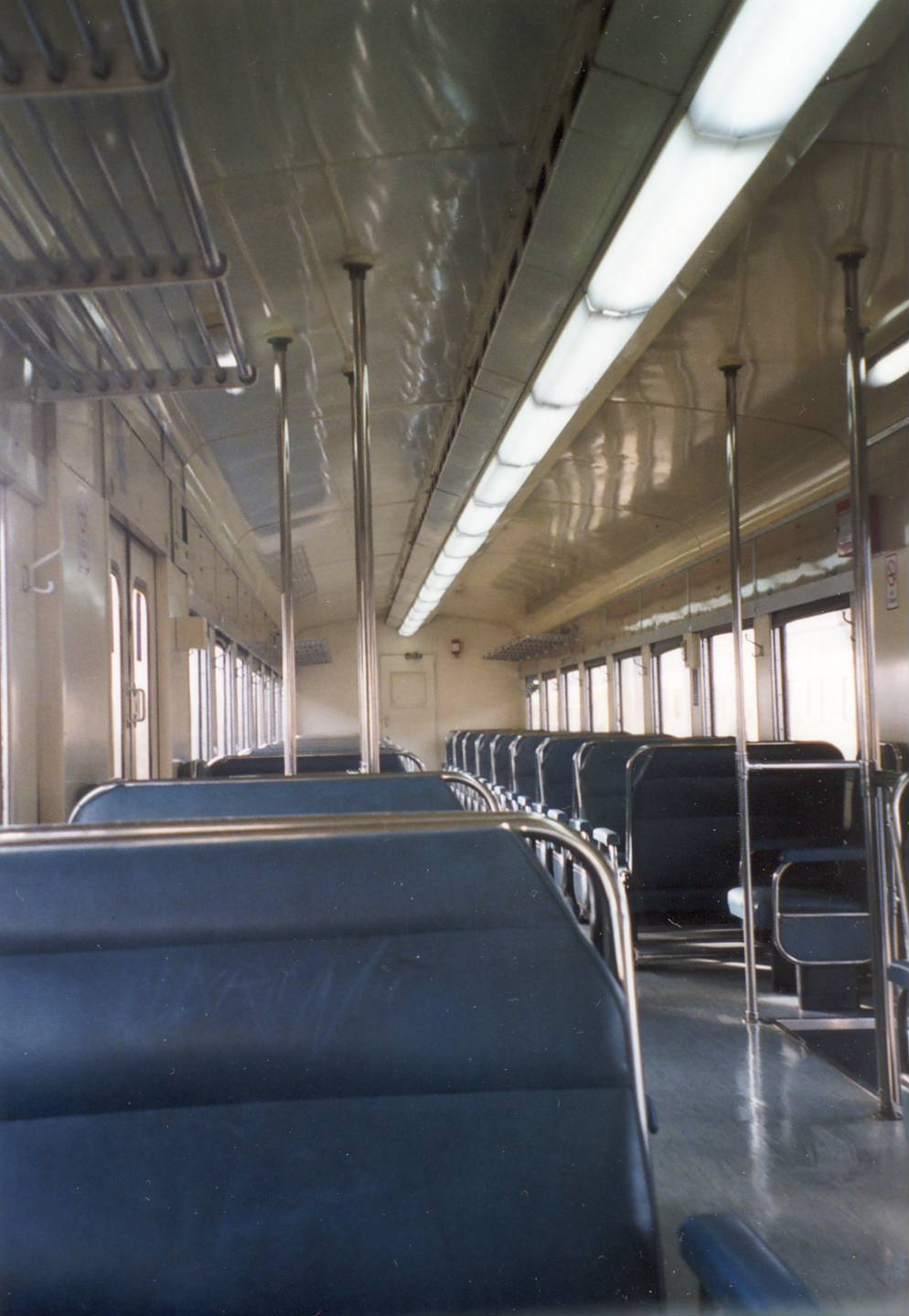
車内 ビニールレザー張りの転換クロス座席が並ぶセミクロス配置

## AES
1974年に製造が開始され、1976・1977年にイタリアのフィアット社がアルゼンチンに持つ子会社のコンソーシアム名である"Fiat-Concord"の名義により、フィアットの現地間接子会社であるMaterfer（Material Ferroviario SA - 鉄道車両会社）で完成した電車である。
編成はM'c-Tc（スペイン語ではTはRとなる）の2両1ユニット構成であり、AES-1からAES-20までの2両20編成・計40両が製造された。AESとはAutomotor Electrico Suburbanoの頭文字で、前述の各電車と同様の命名法を採用している。1971年に入札とその条件の提示が行われ、日本・フランス・イギリス・スペイン・ドイツ・イタリア・アルゼンチンの鉄道車両メーカーが競争した結果、その中でアルゼンチンのメーカー（Fiat-Concordとその工場であるFiat-Materfer）がイギリスの電気機械メーカーGEC（ゼネラル・エレクトリック・カンパニー）と協力し、勝利をおさめて見事に落札したものの、発注元のチリで発生した政変などの関係により、製造開始から完成までに最低で2年が掛かったという。前面の顔のデザインは前述のAM ITALIANOに似たものなっており、日本の小田急電鉄の初代小田急電鉄4000形などに見られる、いわゆる「小田急顔」にかなり近いものである。なおバルパライソのMervalではAES-17およびAES-18・AES-20がM'c-T-Tcの3両を構成していたこともあった。
1両における客用乗降ドアの数は片側につき3枚であったが、1980年代よりバルパライソに配置された編成の中には2枚に改造された車両も存在し、この2種類では車内の座席配置も異なっている。ドア数の改造時期と並行して、前面貫通扉上の行先方向幕を埋める工事も行われた。
窓および座席配置は下の通りである。
- 3ドア編成 - d2D1D1D3・セミクロスシート
- 2ドア編成 - d2D3D2トイレ窓1・クロスシート

どちらの仕様も基本的に前述のドイツ製AMの置き換えとしてバルパライソ近郊電車（1980年代後半よりMerval）で使用され、一時期はバルパライソ（プエルト） -サンティアゴ（マポーチョ）およびバルパライソ（プエルト）- ロスアンデスの間の比較的中距離の運用にも使用された。
AESはいくつかの初期不良や座席が狭いことより "Cachos"（「ぽっちゃり」の意味であり、ここでは「問題を抱えた電車である」ということを皮肉している）いうニックネームで親しまれた。
1986年2月17日にAES-16+AES-4のプエルト発サンティアゴ（マポーチョ）行きの電車とAES-9のロスアンデス発プエルト行きの電車が正面衝突する事故（ケロンケ鉄道事故）が発生した。原因は当時チリの大統領であったピノチェトによる「独裁政治」に反対する過激派により、事故の3カ月ほど前に現場付近の橋が破壊され単線で応急処置されていたことに加え、信号ケーブルが老朽化で機能しておらず、さらにその銅線の一部が何者かにより転売目的で盗まれていたことによるものであった。スペイン語版のこの事故についての記事によると、公式では58人が死亡したと伝えられたが、軍は少なくとも159人の死者を確認したという。
この事故以外にもAESは2回ほど過激派のテロリストによる攻撃の対象となっており、1980年代にはAES-1が、1999年にはAES-5・AES-10・AES-19が放火の被害に遭っており廃車となっている。AES-1は電動車（M'c）のみの被害であったため、前述の通り残ったTcはその後T車代用でAES-17・AES-18・AES-20に挟まれ3両の中間として活躍した。
20年に渡りバルパライソを中心に活躍してきたAESだが、1990年代の終わりにAES-8とAES-14がビオビオ州に転属しビオトレンで活躍を始めた。
バルパライソ近郊電車（1980年代中盤よりMerval）では1990年代よりAESを派手な広告で包み話題となった。このように親しまれたバルパライソのAESも、2005年から2006年にかけて後述するアルストム製の新型電車Alstom X'trapolis 100に全て置き換えられた。そして置き換えられたAESのうち中間T車代用の車両を除き、AES-3・AES-7・AES-11・AES-13・AES-15・AES-17・AES-18・そして最後までMervalで活躍したAES-20の計8編成が先に転属していた前述の2編成の後を追い、ビオビオ州に移動した。しかし8編成全てが使用される訳では無く、実際にビオビオ州での運用に入った車両はAES-11・AES-17・AES-18・AES-20の4編成のみであった。残りの4編成はビオビオ州内のいくつかの駅の側線に放置されたままとなっている。ビオビオ州では、2005年よりビオトレン以外の州内普通電車であるコルト・ラハの運用にも就いている。
2019年現在、ビオビオ州で活躍する編成もAES-11とAES-17の2編成のみとなった。これらの2編成は予備車扱いであり、UT-440に検査などの事情で離脱する編成が出ると代走で使用されるほか、レトロな内外装や吊り掛け駆動の音を楽しめるAutomotor Electricoとして時折貸し切りの団体列車にも使用される。

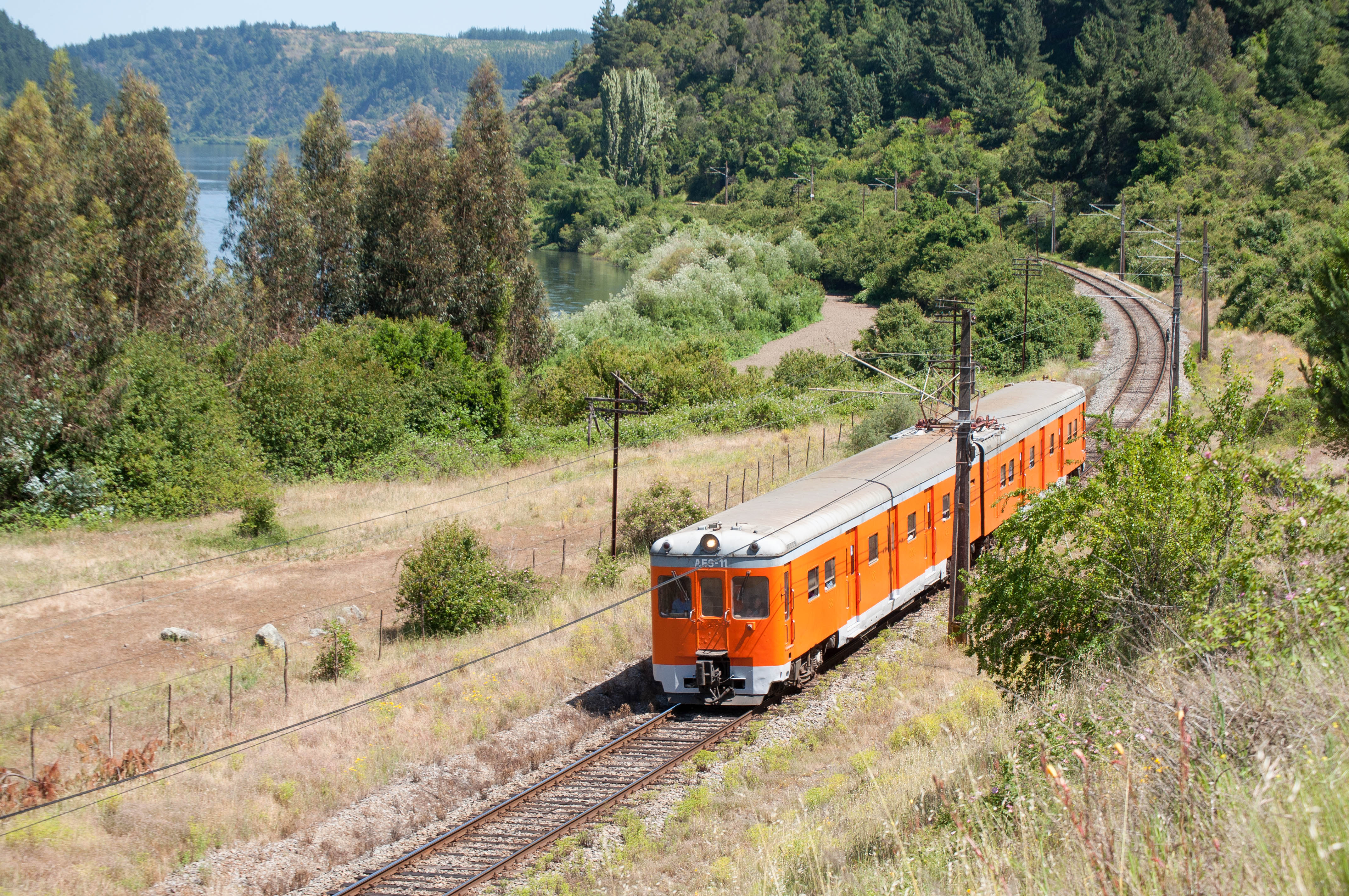
AES形電車（3扉車・2015年）
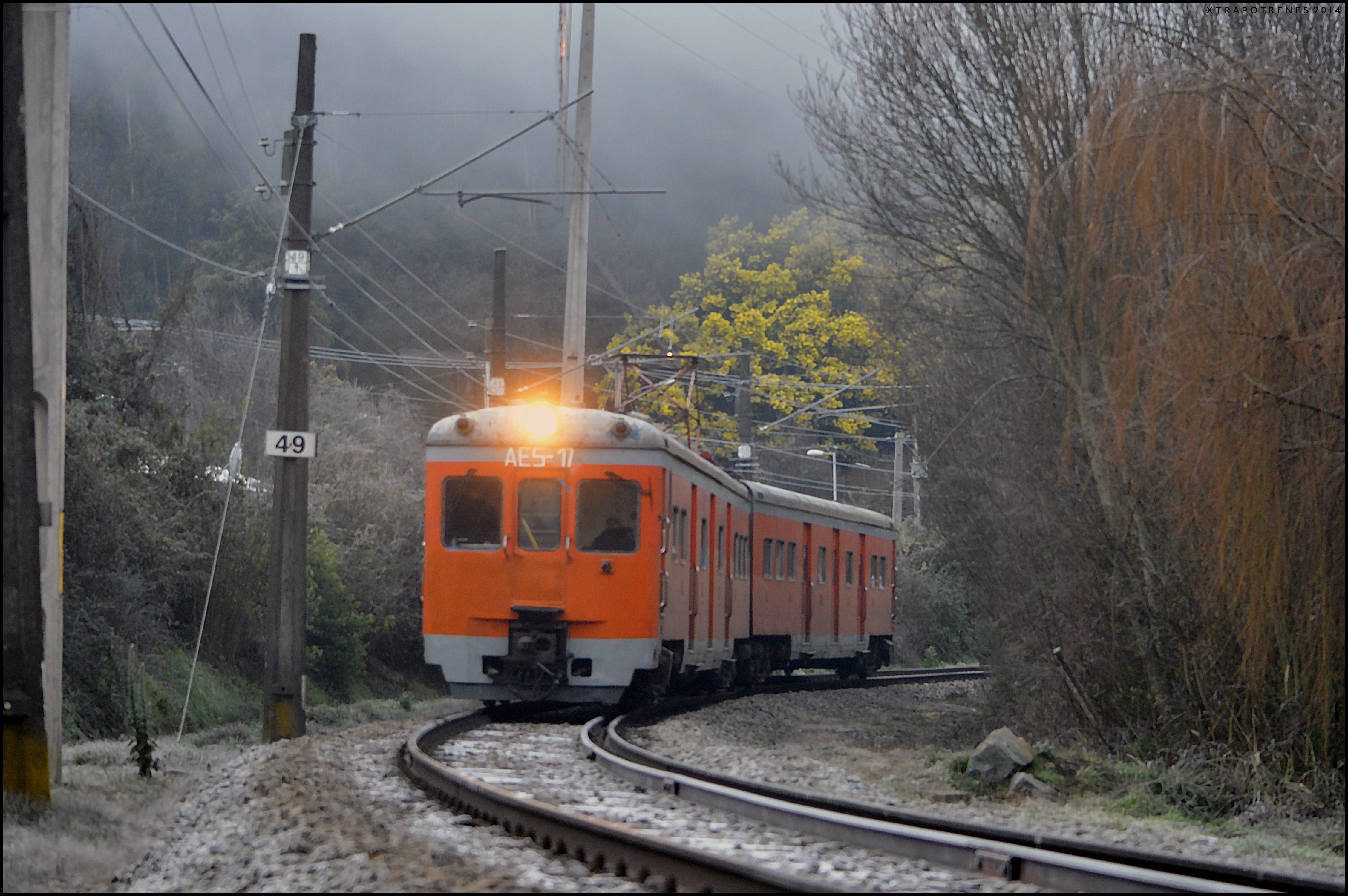
AES形電車（3扉車・AES-17・2014年）
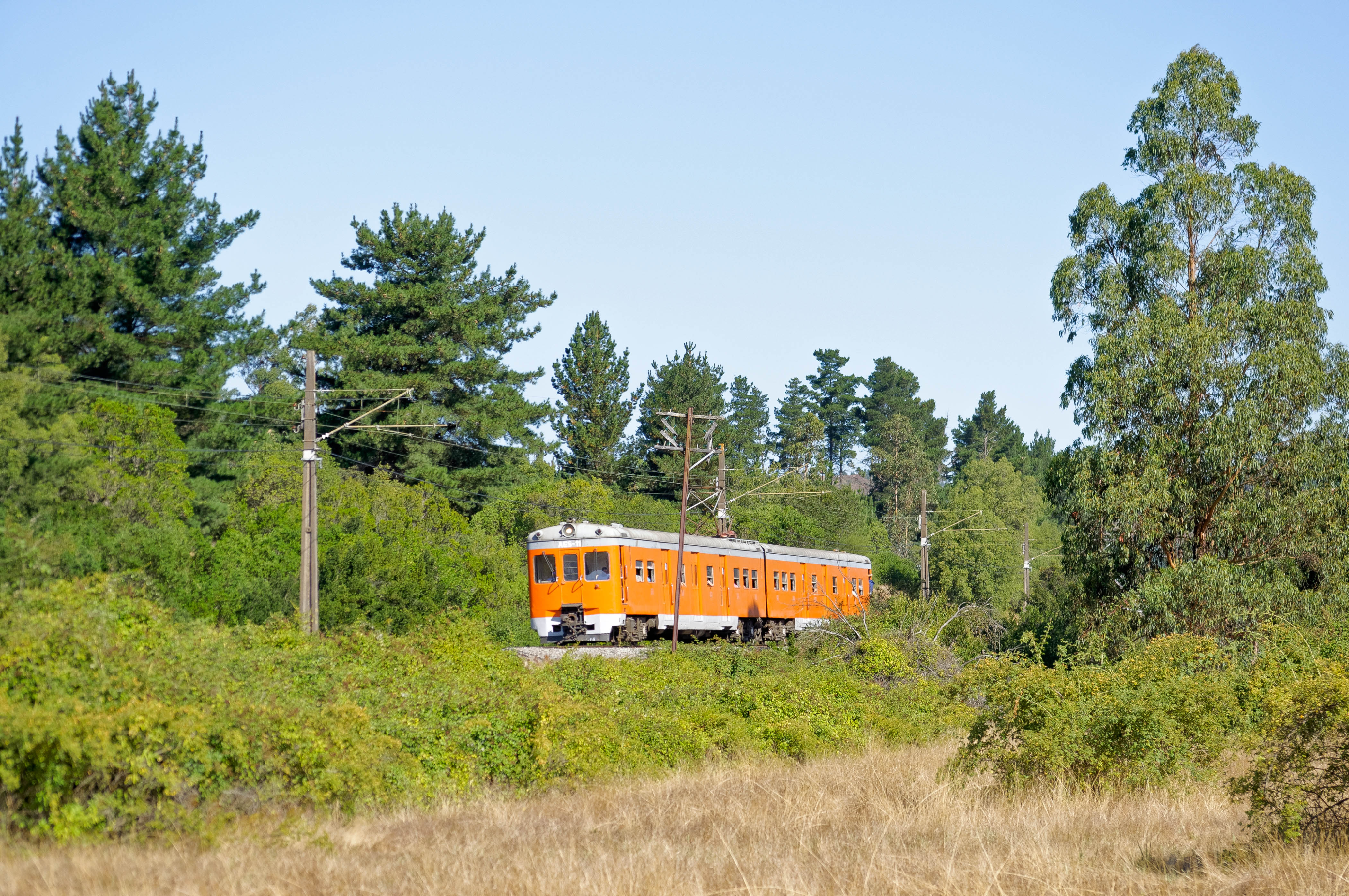
3扉車の中扉は混雑時以外締め切り扱いを行う
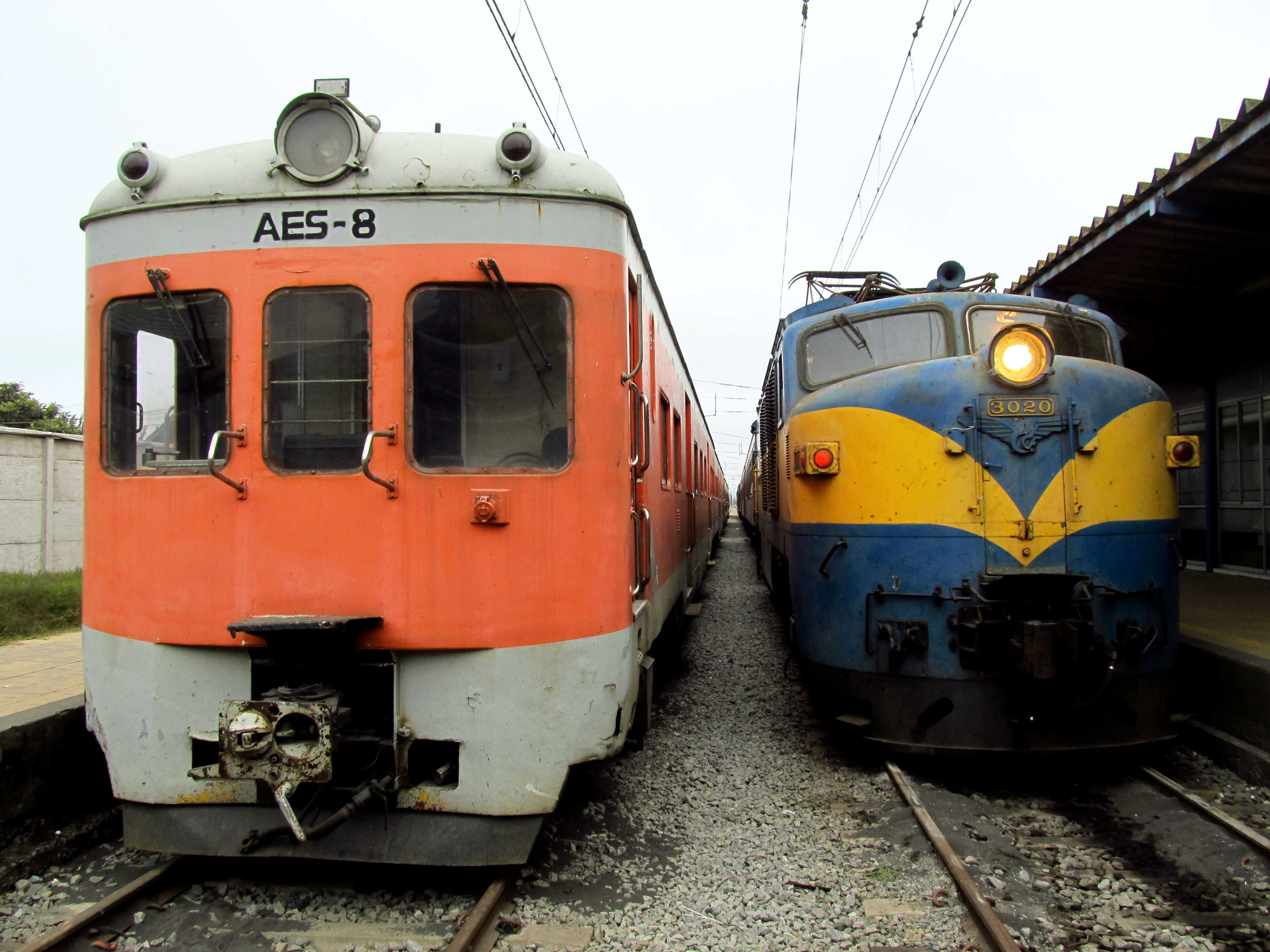
タルカワノ・アレナル駅に停車しているAES形電車（2扉車・AES-8）とE-30形電気機関車（2013年）
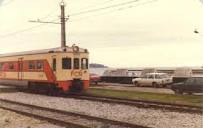
バルパライソを走るAES形電車（2扉車・1980年代）

## UT-435（未入籍）
1993年にチリ国鉄に1編成が導入された記録が残る、元スペイン国鉄の435系電車である。この435系電車は1980年代にスペイン国鉄に在籍していた、スイス製の電気機器を搭載しSuizaと呼ばれる436系と437系・438系電車を体質改善した形式で、最終的に上記3形式から3両×23編成が改造された。Mc（電動車）-R（付随車）-Mcの2M1Tで1編成を構成し、車内は革張りのクロスシートである。運転台は他のスペイン国鉄やチリ国鉄の電車と同様の右側運転台であり、運転台と反対側の窓は行き先を表示する方向幕となっている。種車に存在した前面の貫通扉は埋められ左右非対称のデザインに改造されている。パンタグラフは赤色のシングルアーム型のものをMcに2機搭載。なお、前述の通りこの譲渡の記録はスペイン側のみに存在しており、チリには車両自体が上陸していない可能性が高く、詳細は不明。当時のチリ国鉄の整備基準では運用が不可能であったことが調査により判明し、譲渡が取り消されたということが事実と見られている。

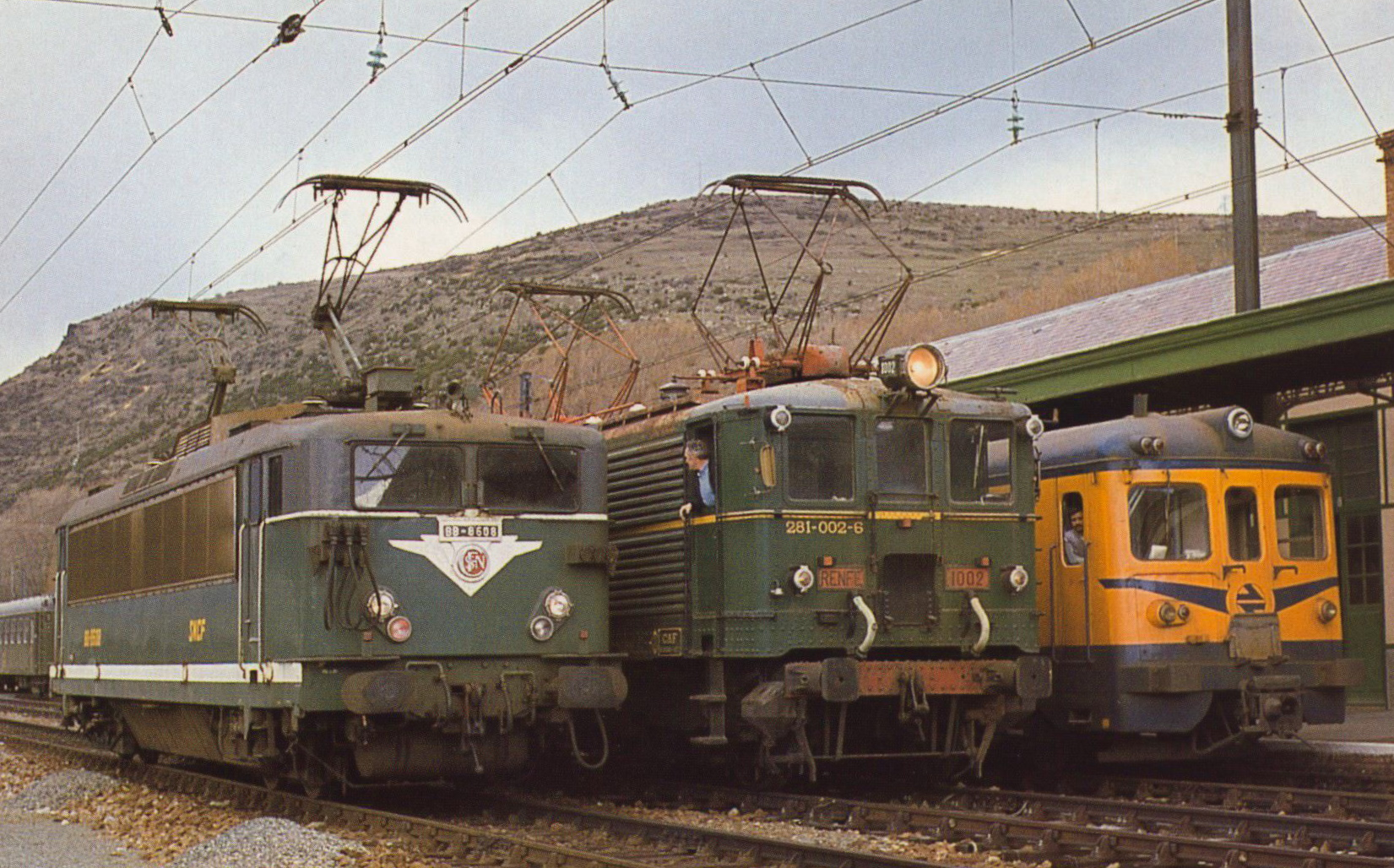
UT-435の種車となったスペイン国鉄436系電車（写真右）
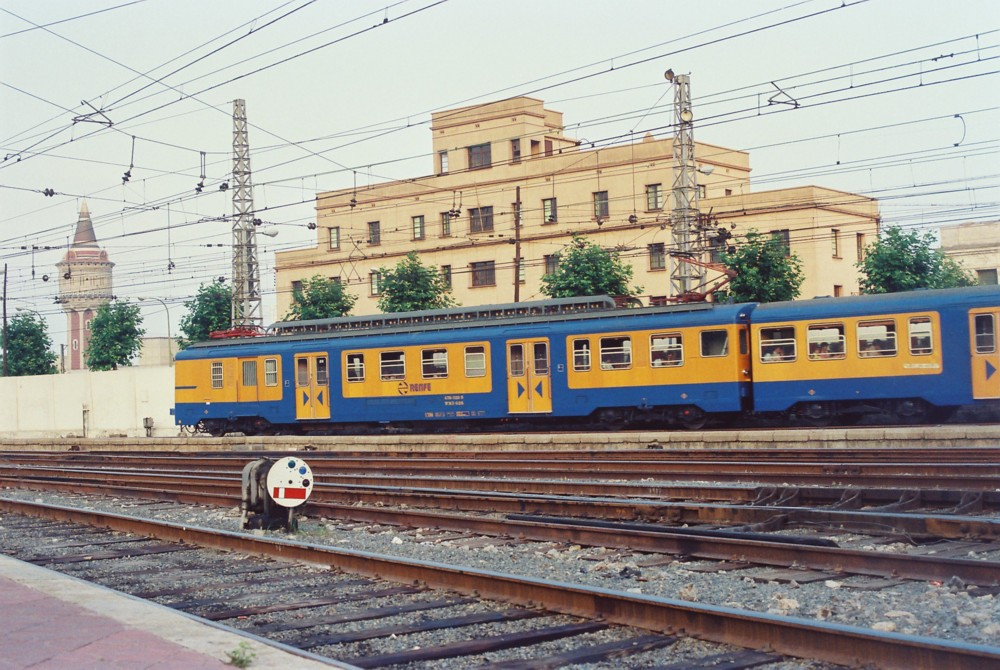
UT-435の種車となったスペイン国鉄436系電車
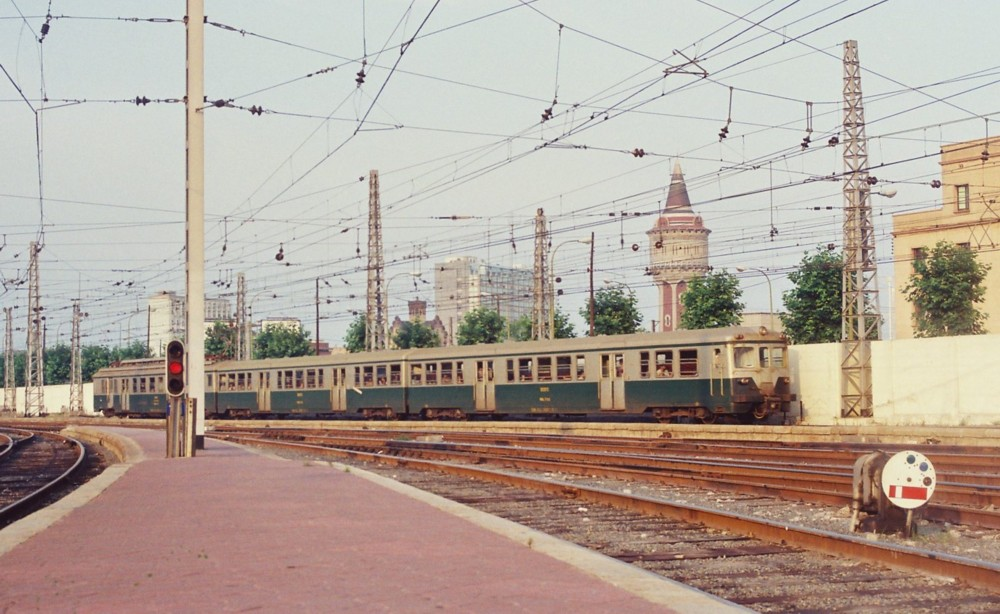
UT-435の種車となったスペイン国鉄437系電車

## UTS-444
スペイン国鉄（RENFE）に2008年まで在籍していた444系電車（Serie 444）を購入し、大幅にリニューアルしたものである。UTS-444（UTSはUnidad de Tren Salónの頭文字）と命名され、購入した444.601 - 444.610の10編成のうち6編成が常時稼働している。編成はMc＋R＋Rc（Rはスペイン語でRemolque、付随車の意味）からなる3両編成で、Rc車は「サロン・プレフェレンテ」と呼ばれる上級座席車両であり、客席は個別テーブルつきで通路を挟み1-2人掛け。同車には食事を提供する兼売店のバーカウンターを備える。他2両の普通車両の座席は通路を挟んで2-2人掛けであり、座席の向きは集団向かい合わせ式で固定されている。便所は真空式であり、営業最高速度は140 km/h。
1編成（444.605）は2013年に発生した踏切でのトラックとの衝突事故により運用から離脱し、事故による被害の大きかったこの編成のMc車は解体されたという。
当車は基本的にTerraSurというブランド名が与えられている特急列車に使用され、サンティアゴとタルカおよびチヤンの間で運用されており、多客期になると予約が取れなくなるほどの人気がある。登場時は先頭の前面が黄色で車体側面が灰色と青色の塗装であったが、のちに車体全体が青色と白色を基調とした塗装に変更されている。

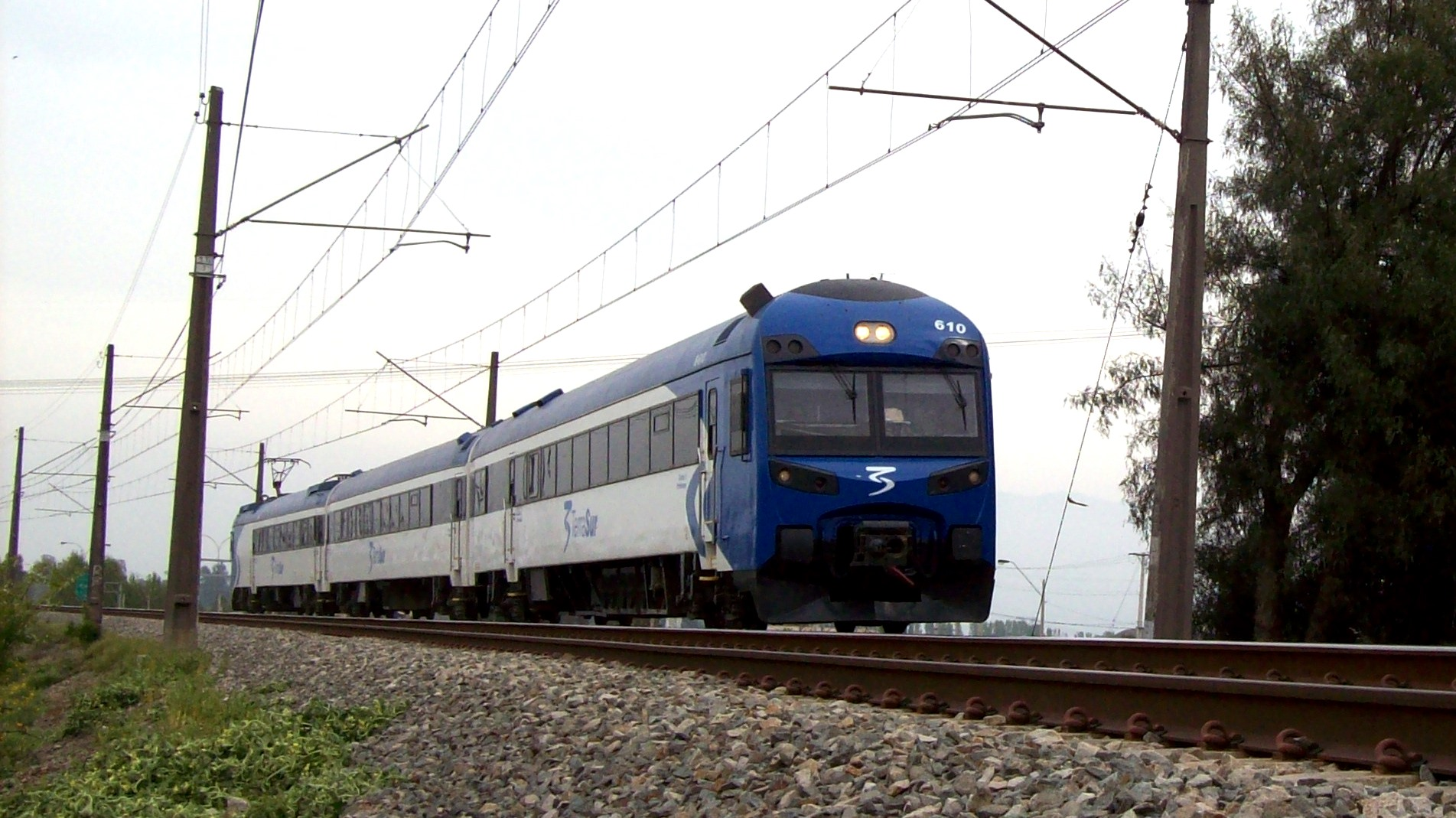
青色と白色を基調にした新塗装 TerraSurロゴ
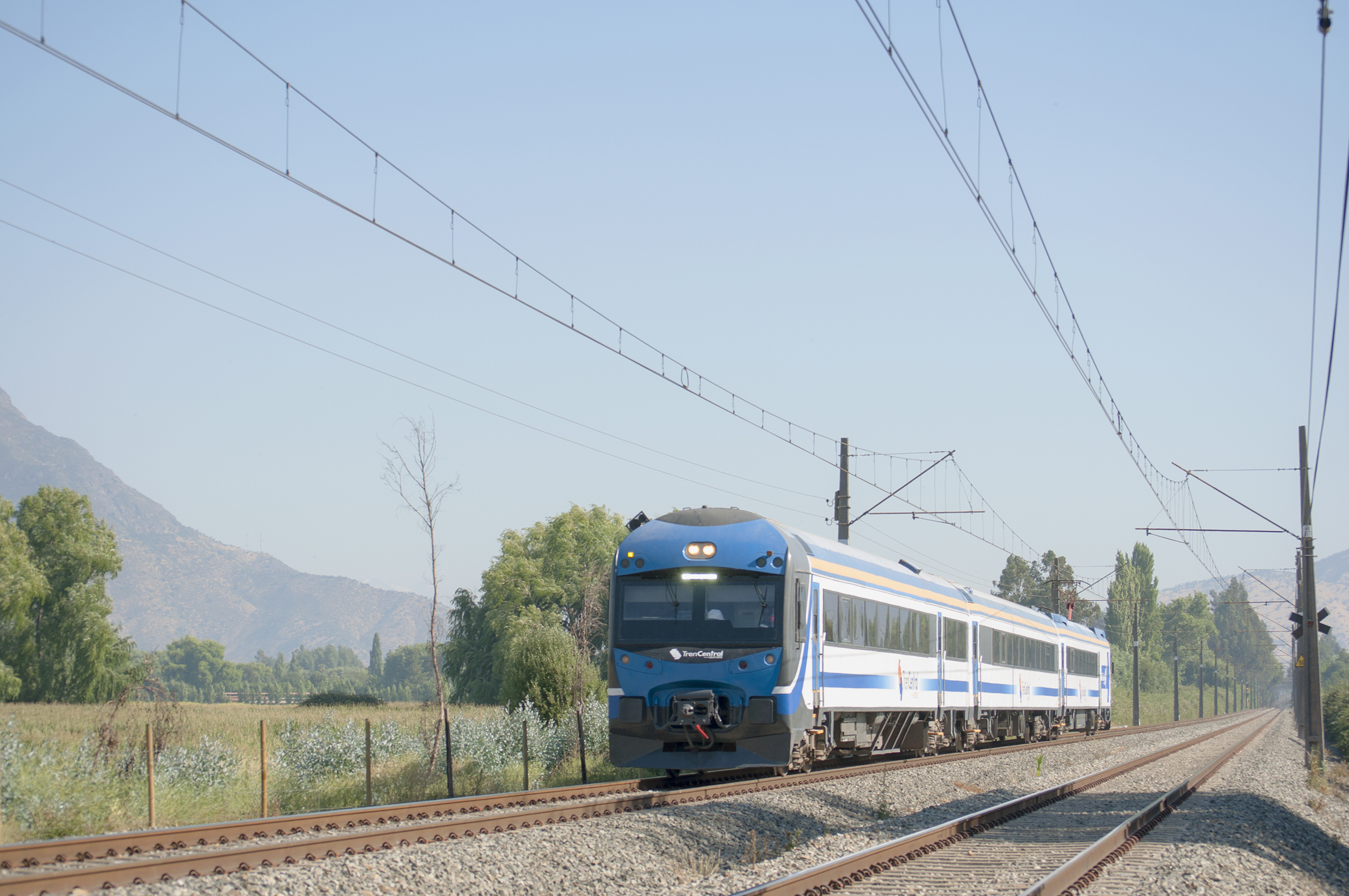
青色と白色を基調にした新塗装 TrenCentralロゴ
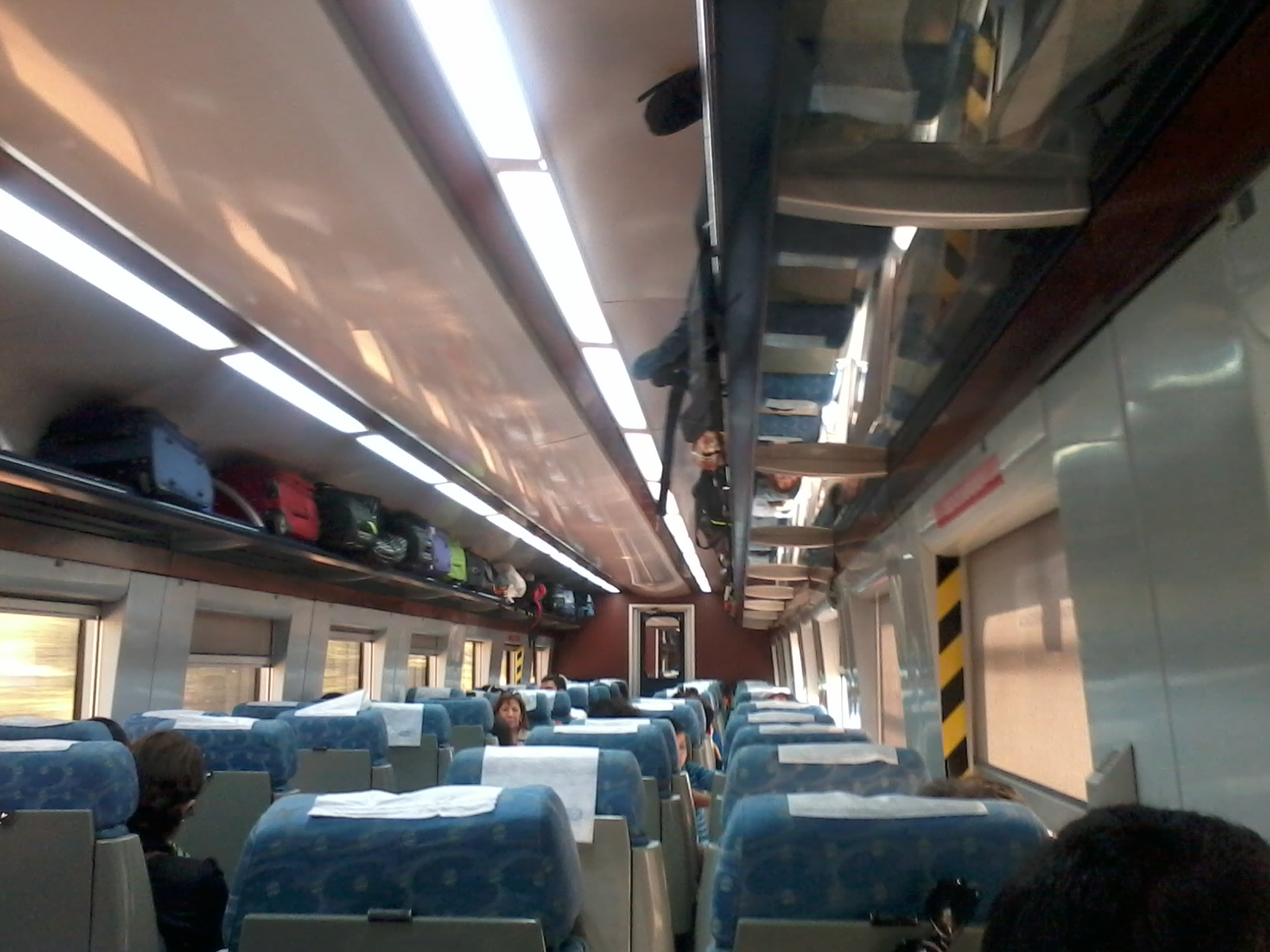
普通車両の車内

## UT-440/UT-440-MC
スペイン国鉄の440系近郊電車を、本国の更新車である440-R系及び470系とほぼ同様の外見に改造し購入したもので、1編成は3両である。車内は通路を挟み2-3人掛けのクロスシートで、スペイン時代のような2等級制にはなっていない。冷房装置は新たに床下に搭載された。1997年に最初の編成が陸揚げされ、1999年から運用を開始した。UT-440はチリ国鉄の子会社であるTrenCentral（トレンセントラル）の手によりサンティアゴと周辺の都市を結ぶメトロトレンとして運用されている。
ビオビオ州とその周辺向けに追加で購入・改造されたUT-440-MCは前面デザインに差異が見られる。このデザインはスペインでは"MicroTren"、チリでは"Modelo Concepcion"（コンセプシオン型）と呼ばれるが、実際には名前の由来であるコンセプシオンのあるビオビオ州だけでなくメトロトレンでも運用される。同州の近郊電車はビオトレンと称されチリ国鉄の子会社であるFESURにより運営されている。なお、バルパライソ近郊鉄道(Merval)に配置されたUT-440は2005年にメトロトレンとビオビオ州に転出している。UT-440の車両としての動力性能についてはUTS-444とほぼ共通であり、メトロトレンでは朝夕を中心に2編成を連結した6両での運用も存在する。

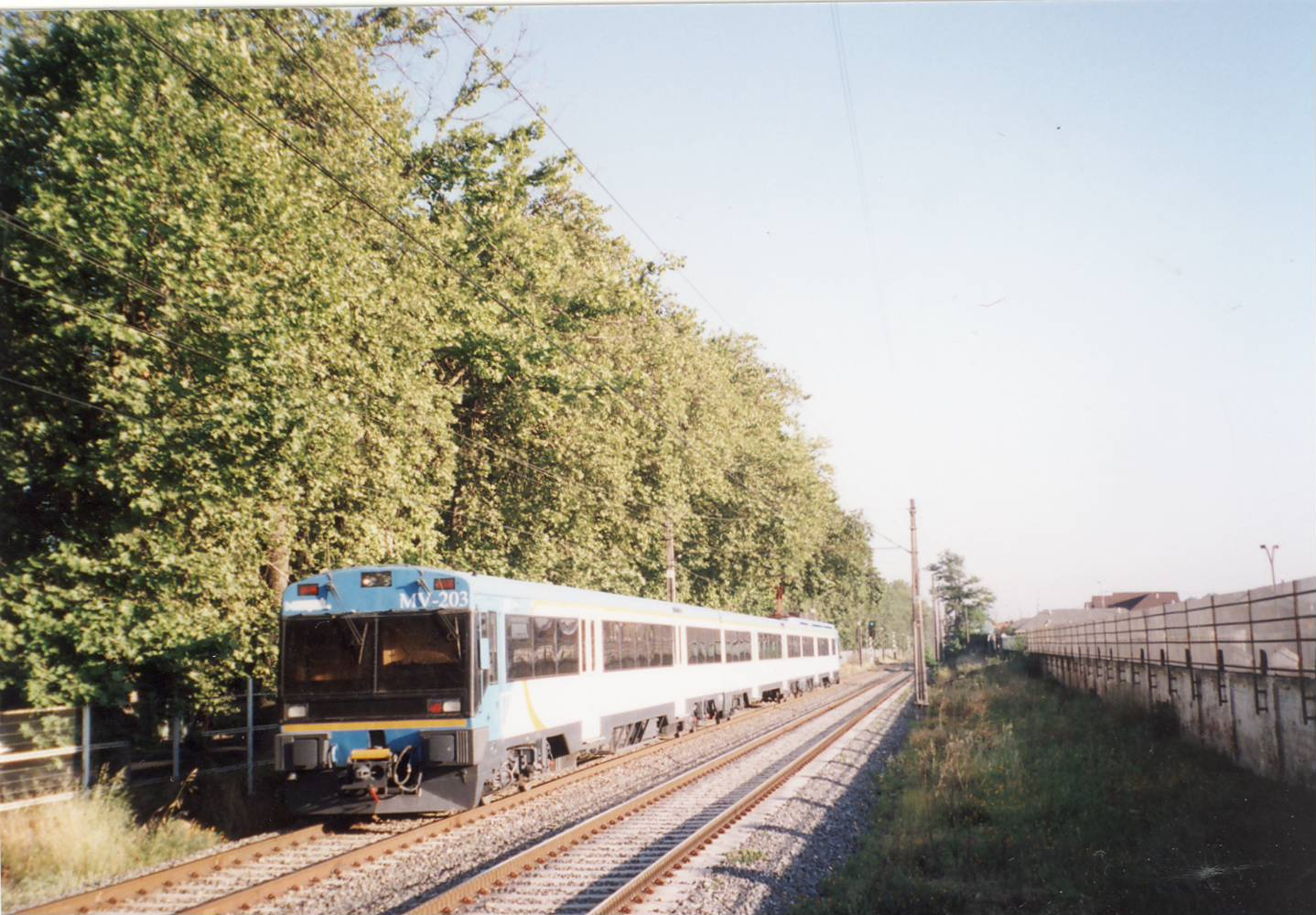
Mervalで運用されていたUT-440形電車（2002年)
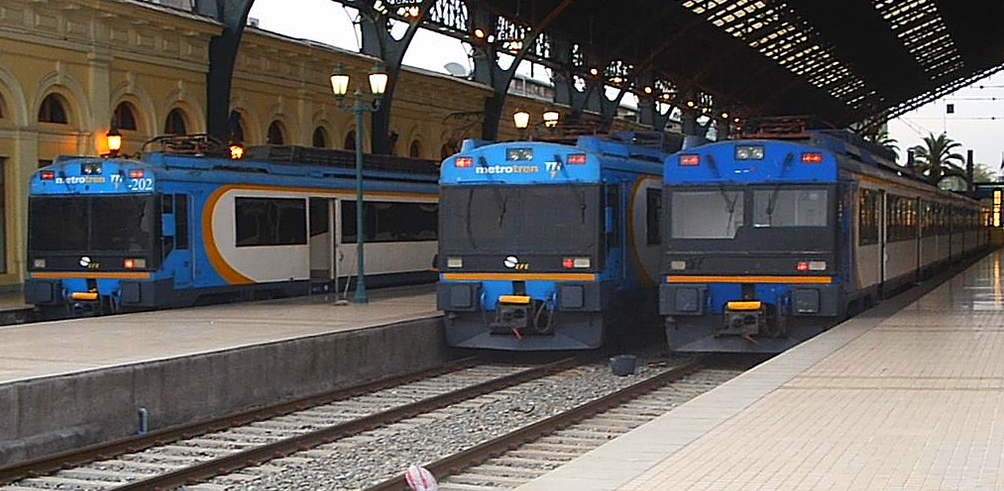
サンティアゴ中央（アラメダ）駅に停車中のUT-440形電車
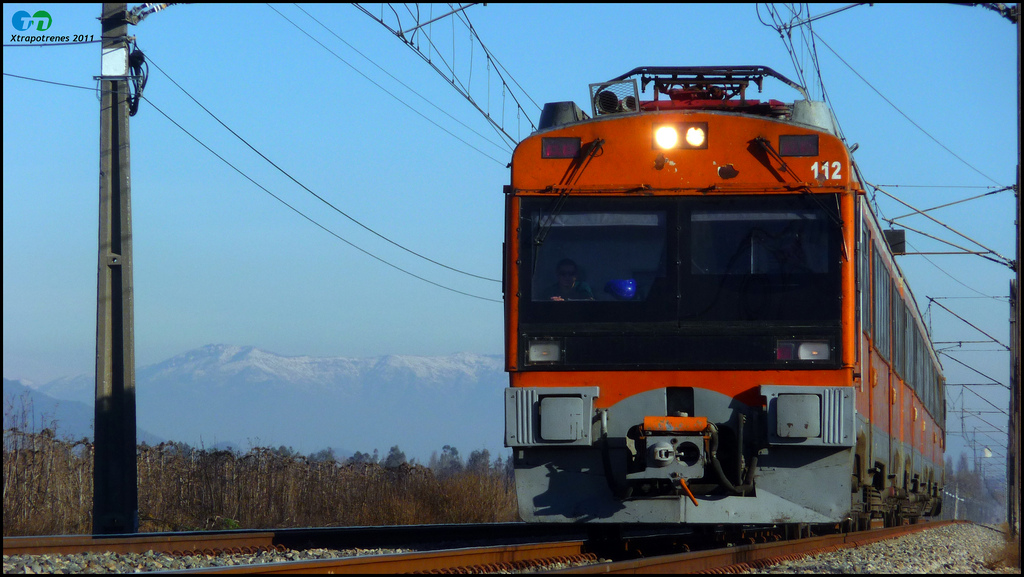
橙塗装のUT-440形電車
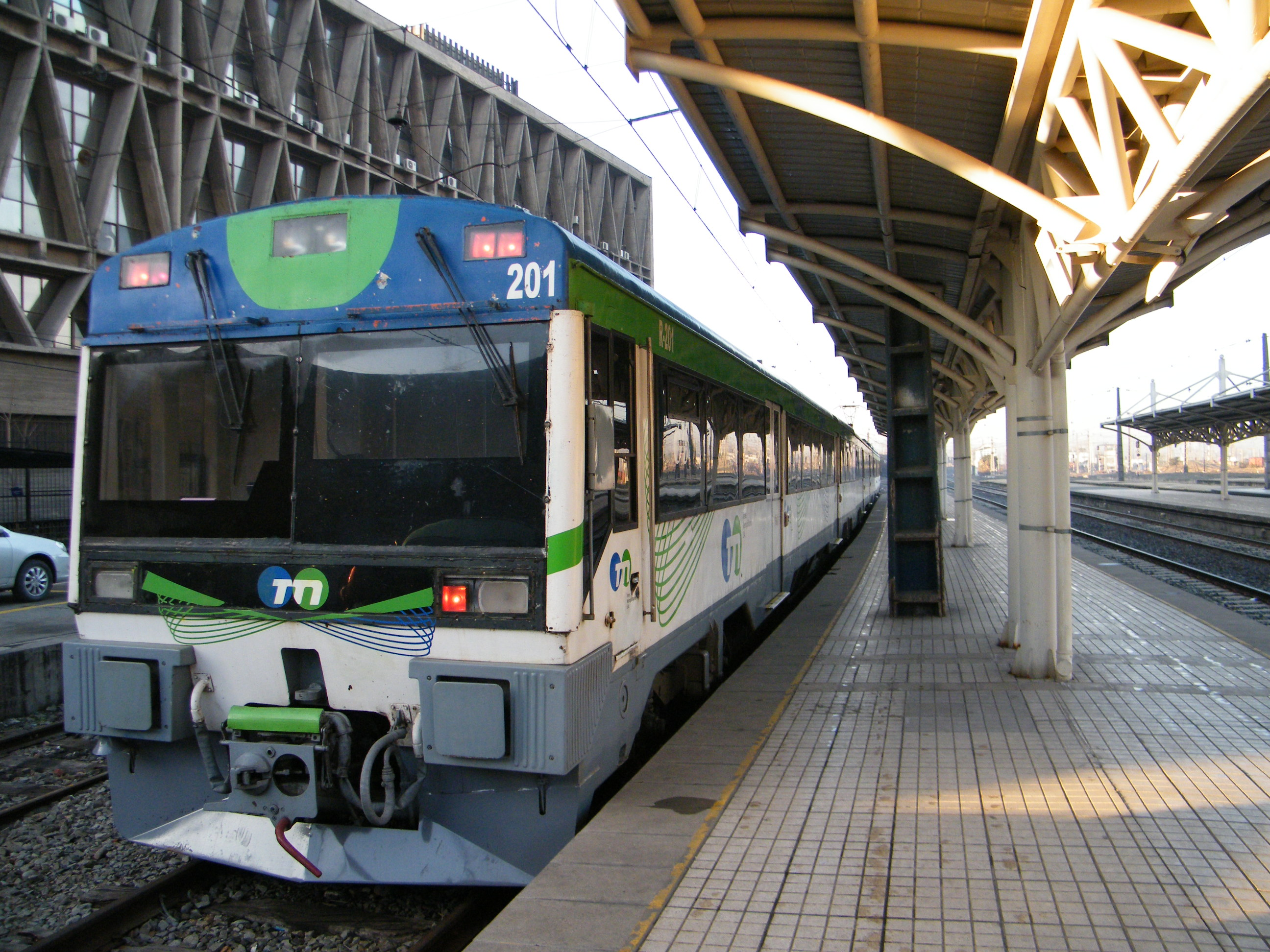
メトロトレンのUT-440形電車
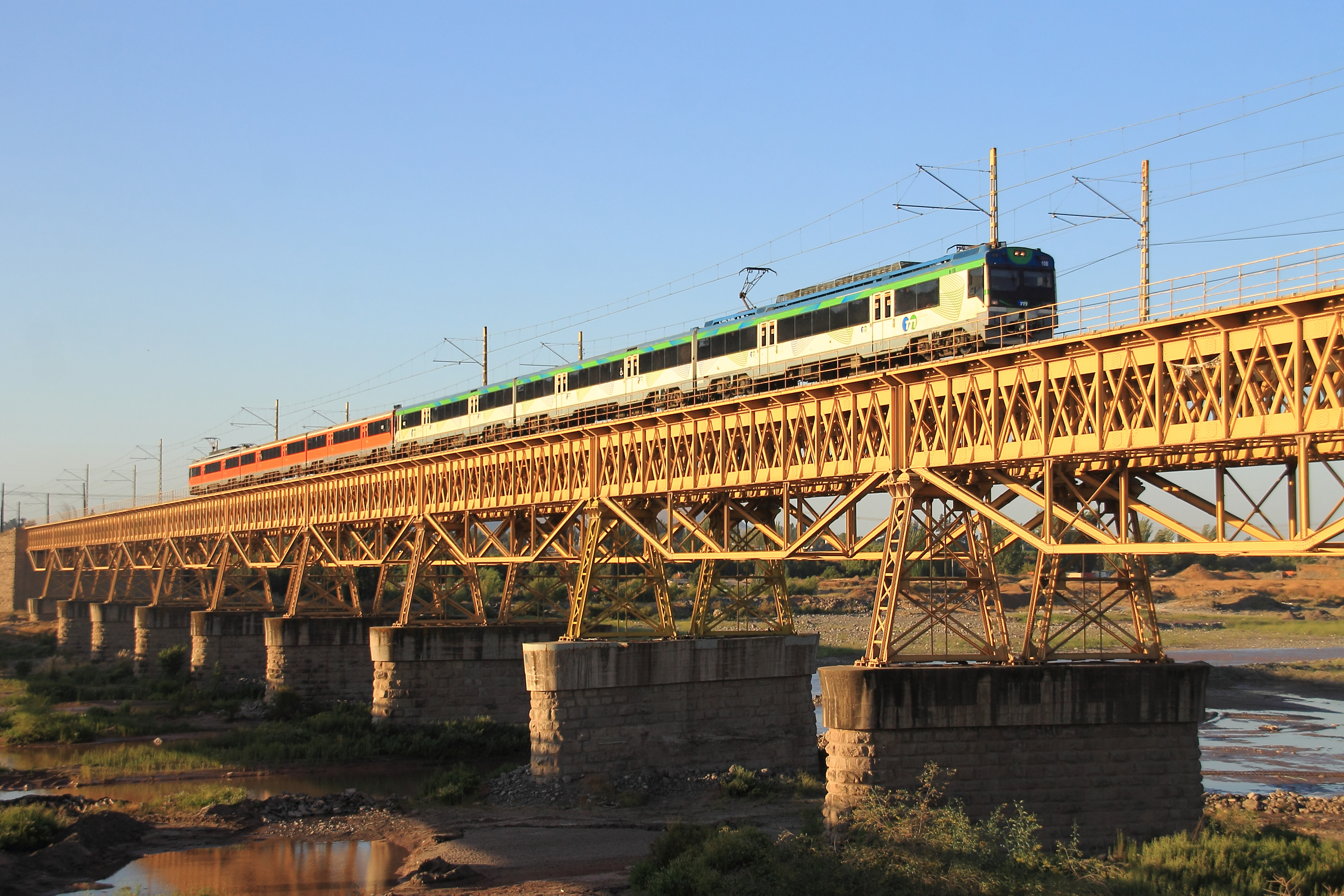
2編成併結運用
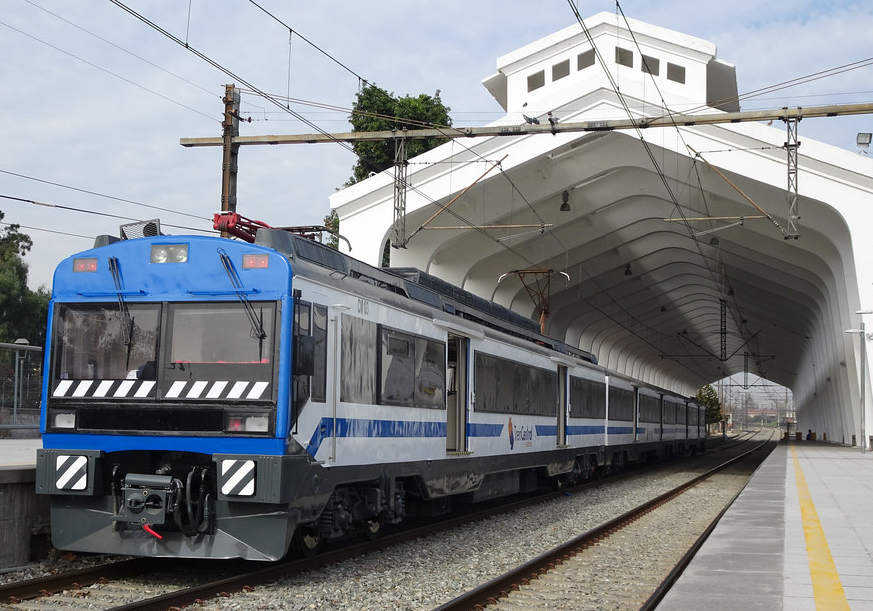
UT-440形電車（新塗装）
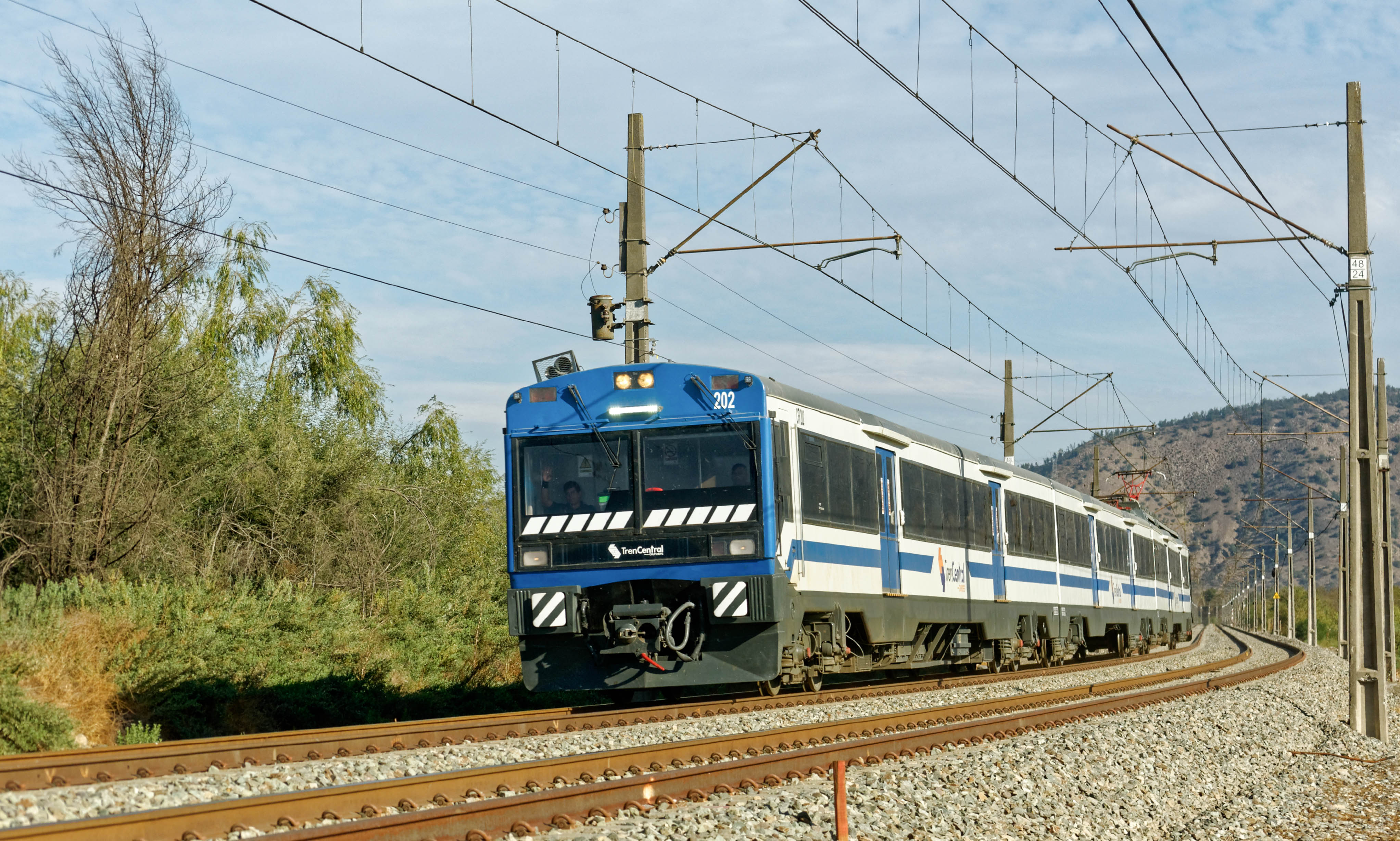
メトロトレンのUT-440形電車（新塗装・UT-202）
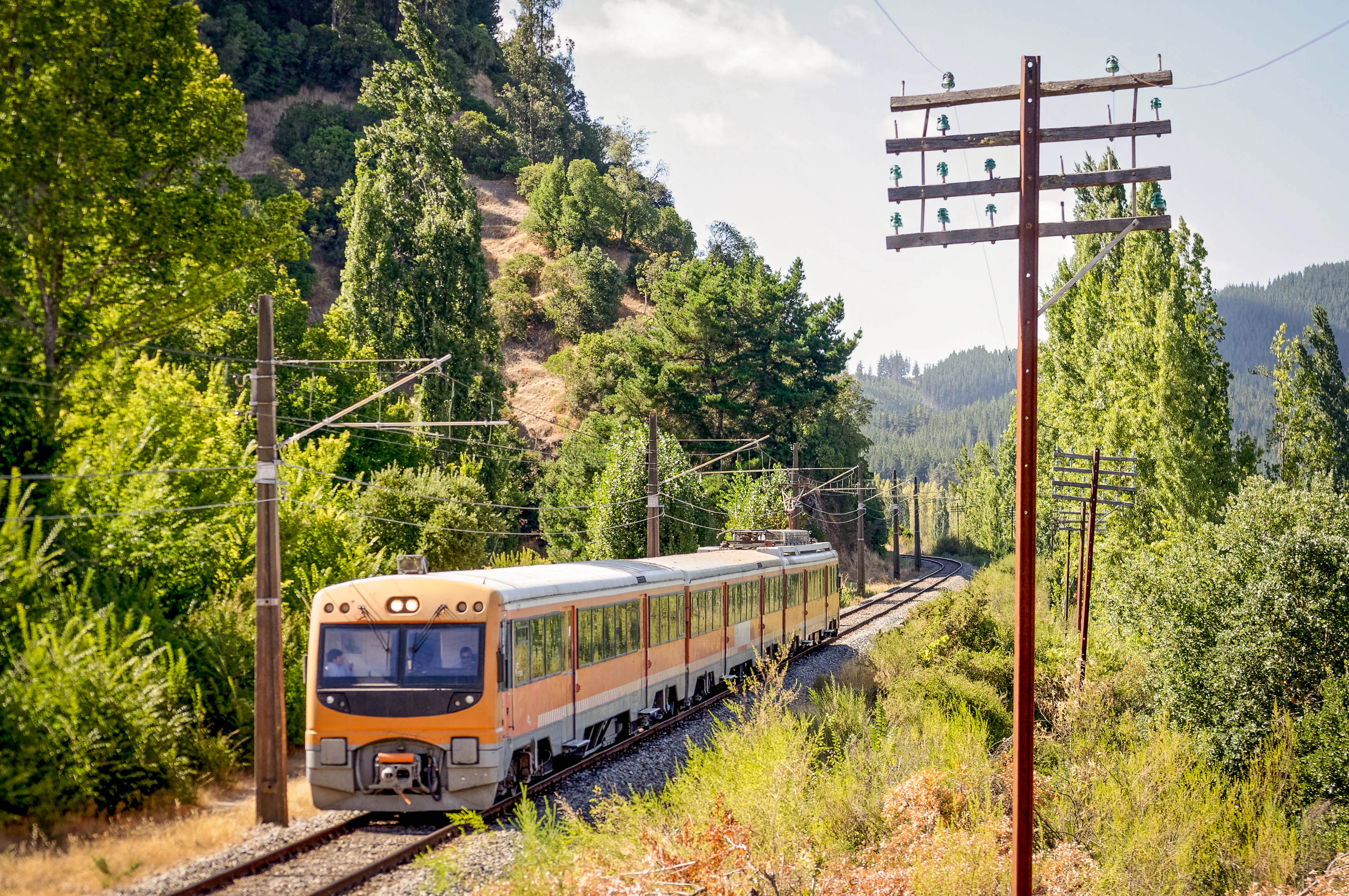
ビオトレン向けに改造されたUT-440-MC形電車は前面のデザインが異なるが、基本性能はUT-440形電車と同様
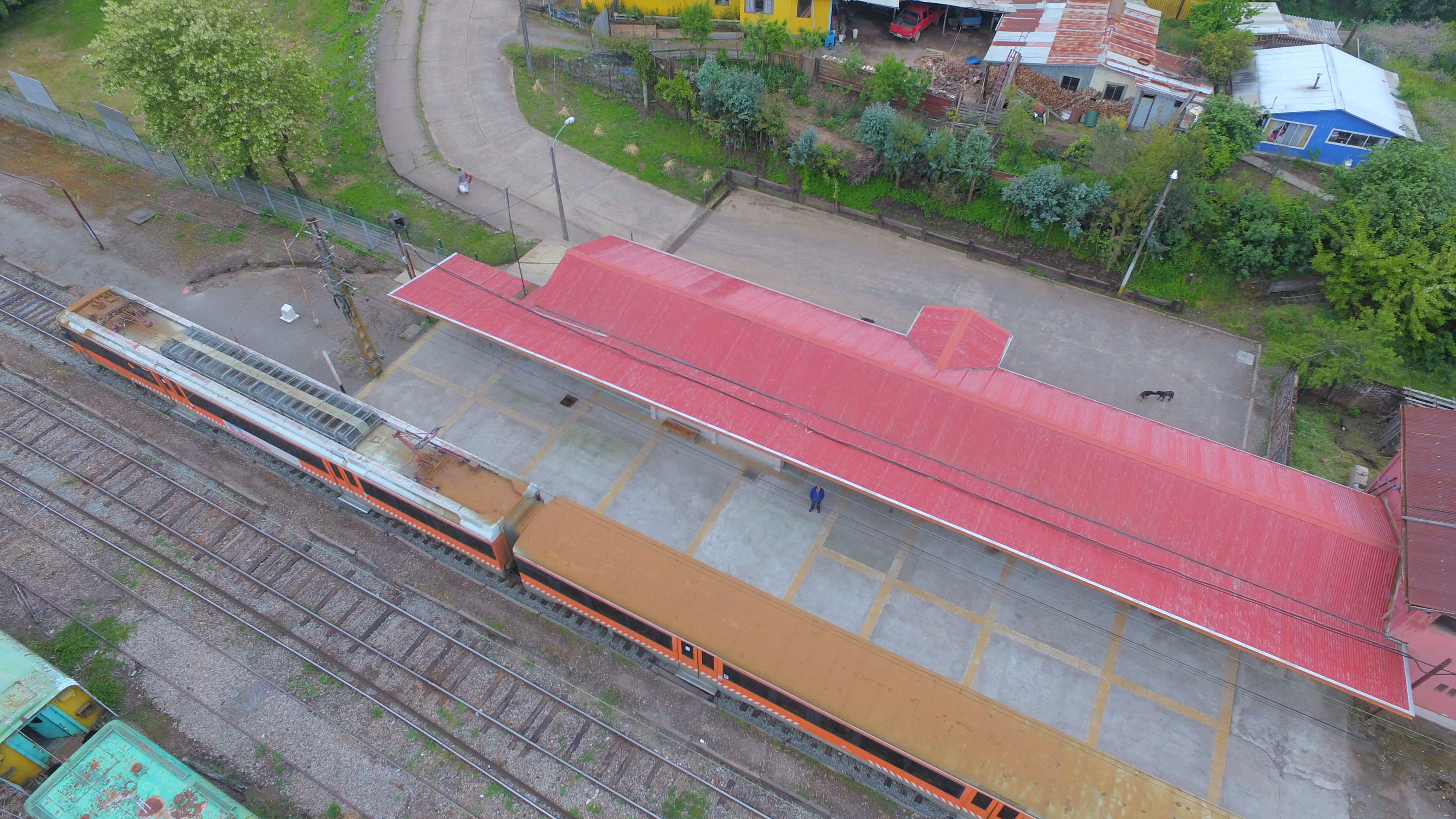
UT-440の屋根（橙色の車両・手前はAES形） 冷房装置は床下に搭載

## X'Trapolis 100
2005年にバルパライソの近郊鉄道運営会社であるチリ国鉄子会社のMervalに導入された、フランスのアルストムが設計・製造した2両1ユニットの近代的な電車である。老朽化したMervalのインフラ設備全般の更新プロジェクトの目玉として登場し、バルパライソで非常に親しまれたアルゼンチン製のAESを全て置き換えた。
形式名の"X'Trapolis"はアルストムの製造・販売する近代的な近郊型車両のブランド名であり、コンセプトは"Flexible and Modular"、すなわち「柔軟かつユニット方式で組み立てられる」という意味である。車体デザインは先にオーストラリアのメルボルン近郊鉄道に導入された同名の"X'Trapolis 100"をベースにしている。搭載する高性能なモーターと回生ブレーキとIGBTVVVFインバーター制御により、釣り掛け駆動方式と抵抗制御方式を採用する従来のAESに比べ大幅な使用電力の削減がなされている。
車内の座席配置は青いモケット生地りのセミクロス式で、座席の持ち手は黄緑色に塗られて分かりやすくなっている。混雑時に役立つつり革も2列用意され、客用の乗り降りドアはボタン式。冷房や自転車置き場も搭載している。

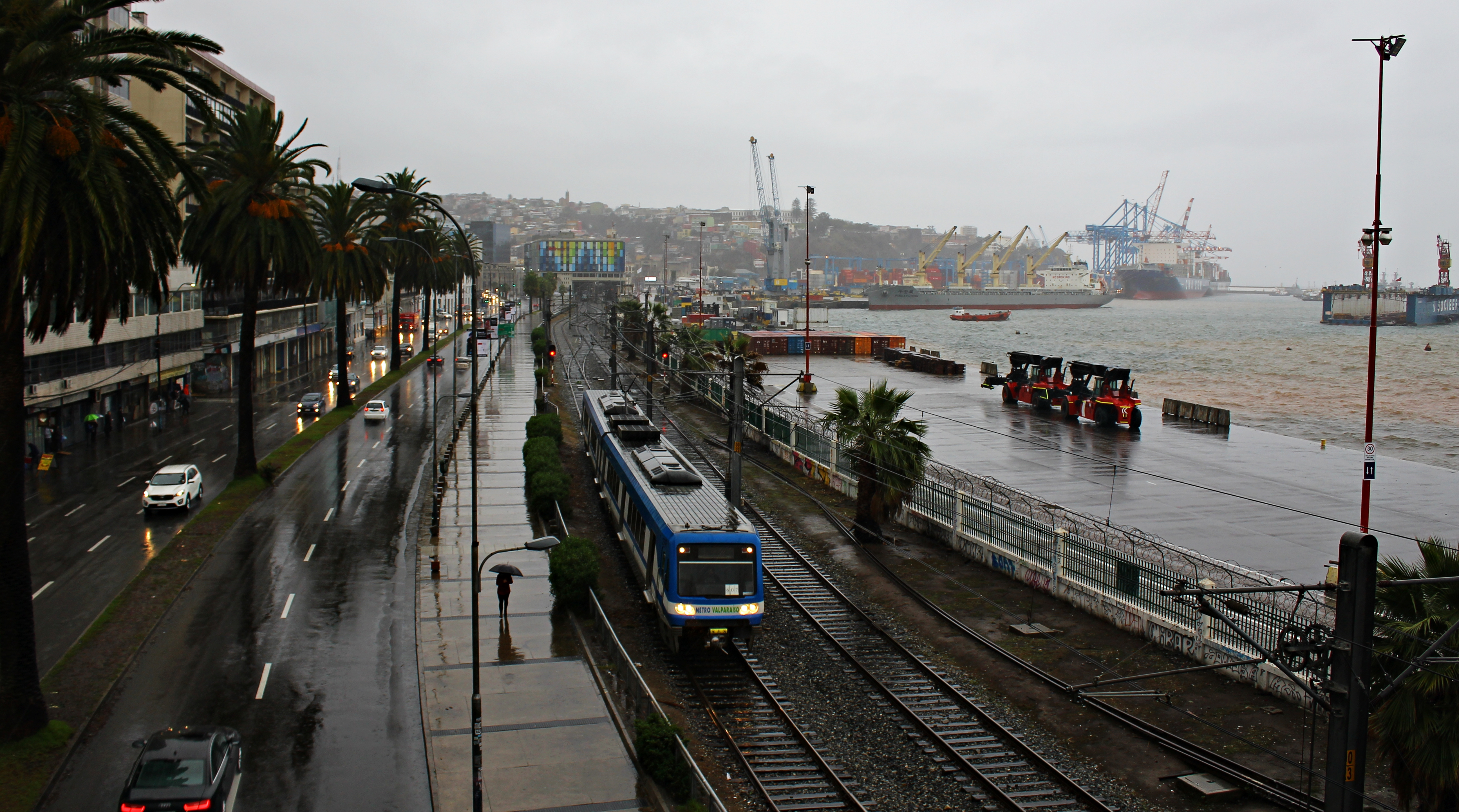
バルパライソとビーニャ・デル・マールの間を太平洋に沿って走るX'Trapolis 100
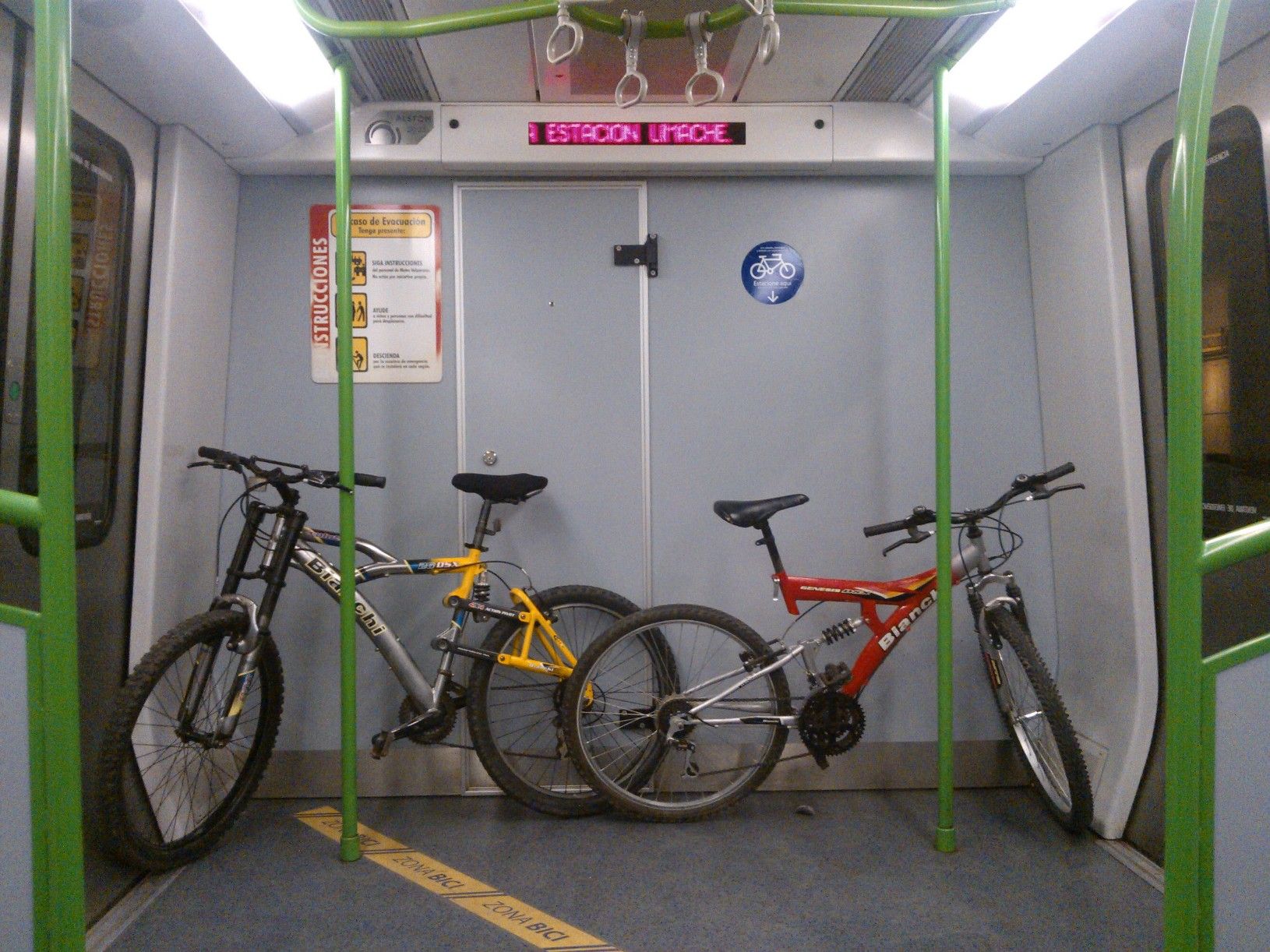
車内の自転車置き場
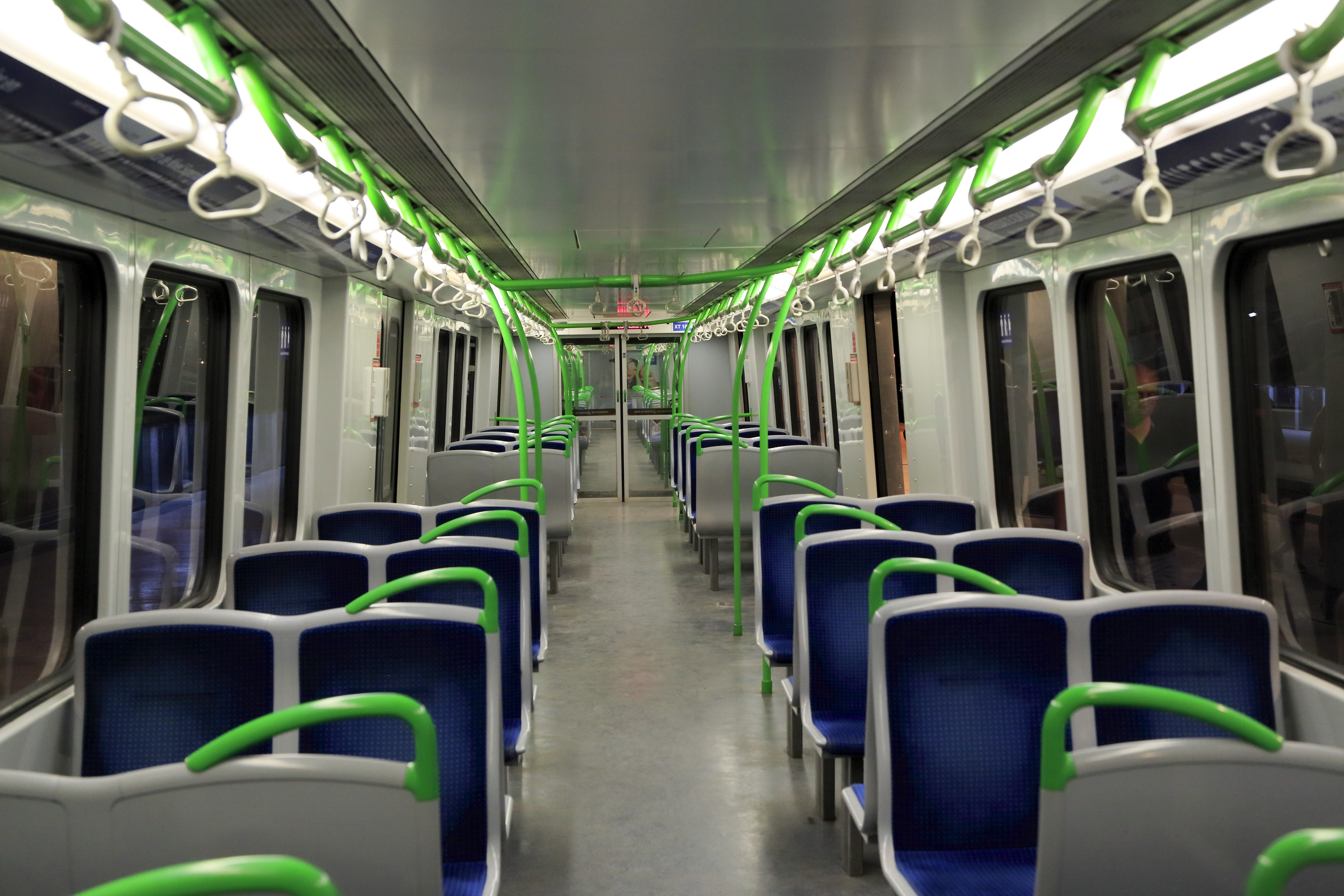
車内
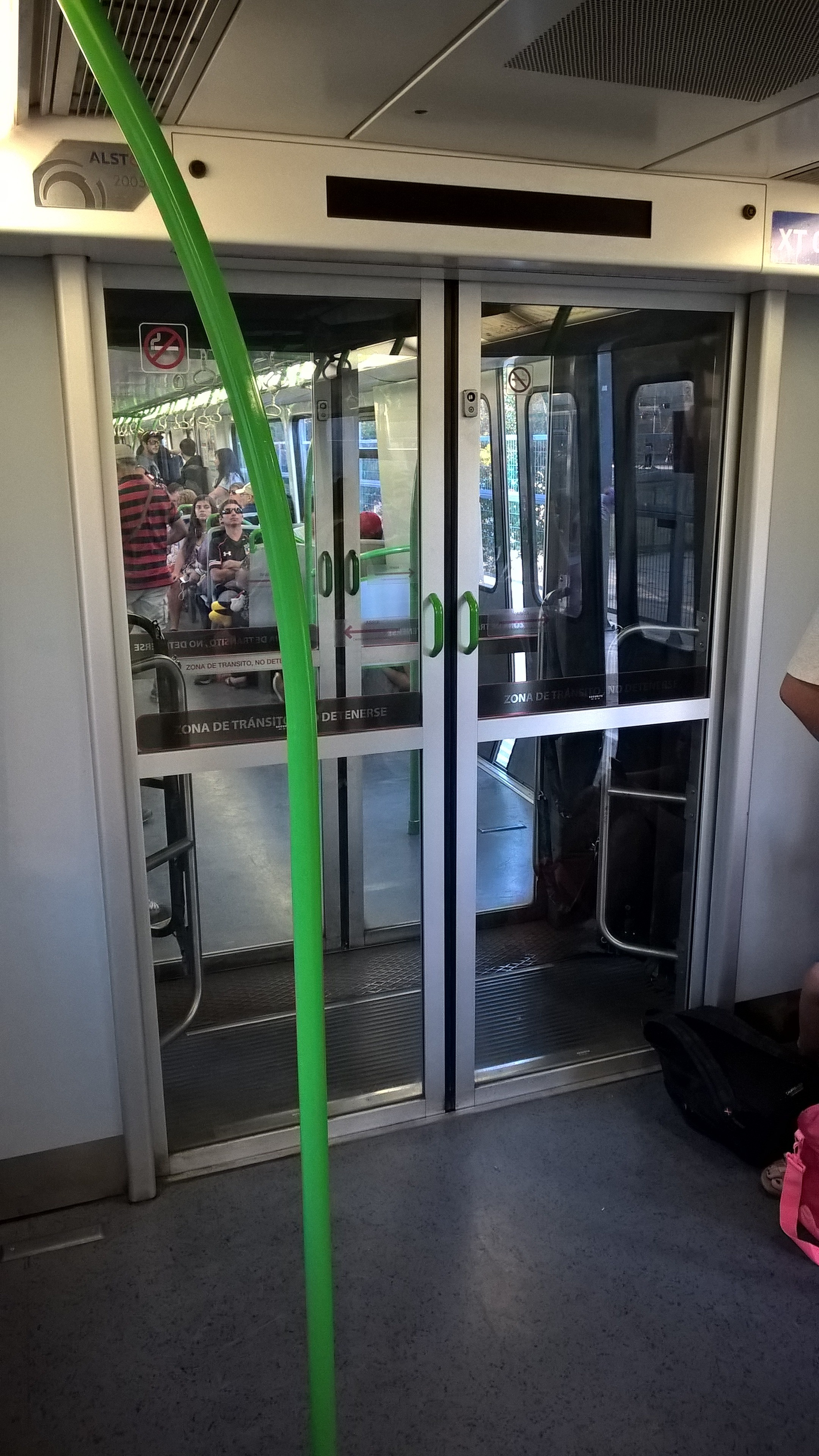
車両間の仕切り貫通扉
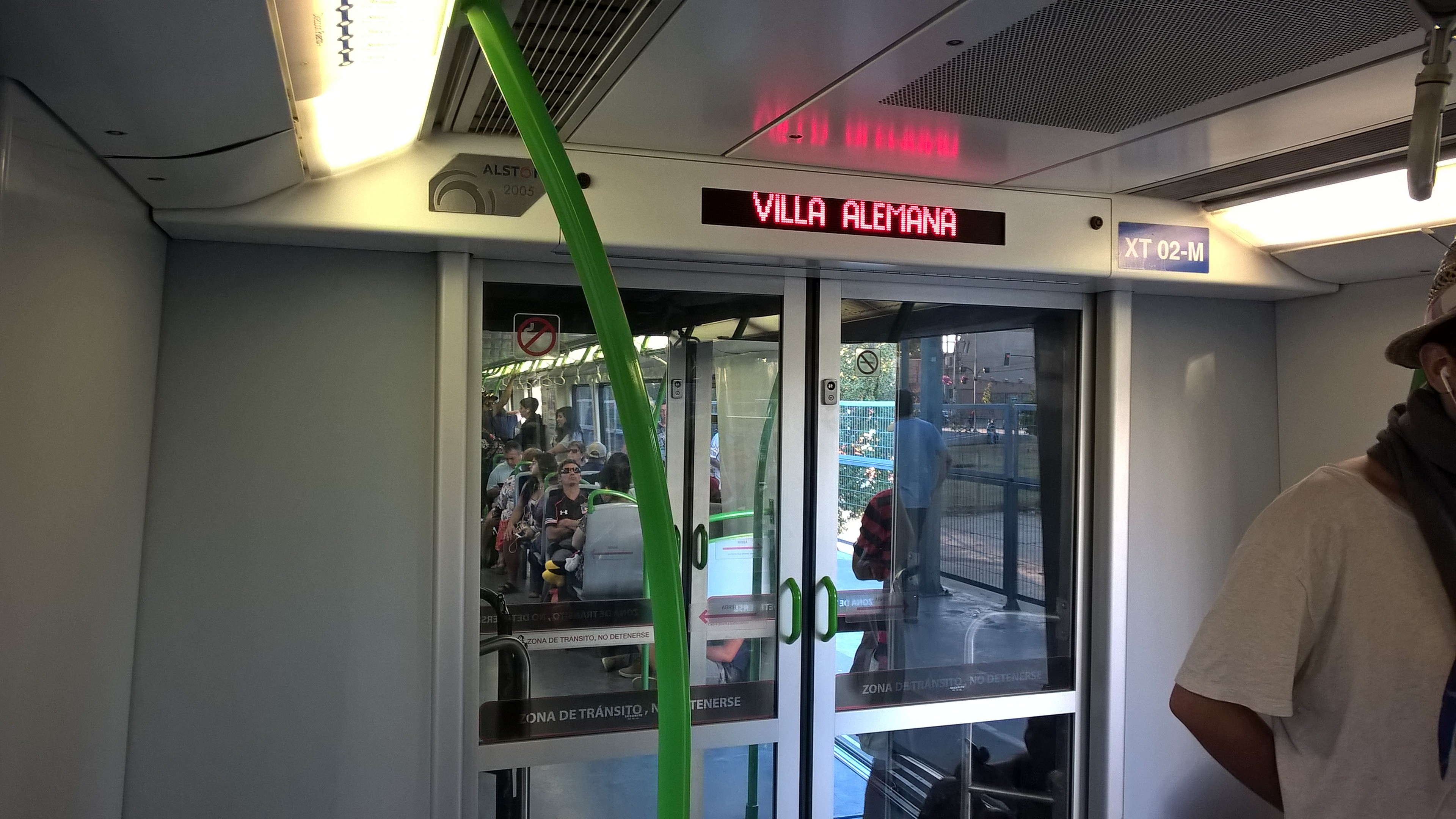
貫通扉上に設置されている停車駅表示のLCD
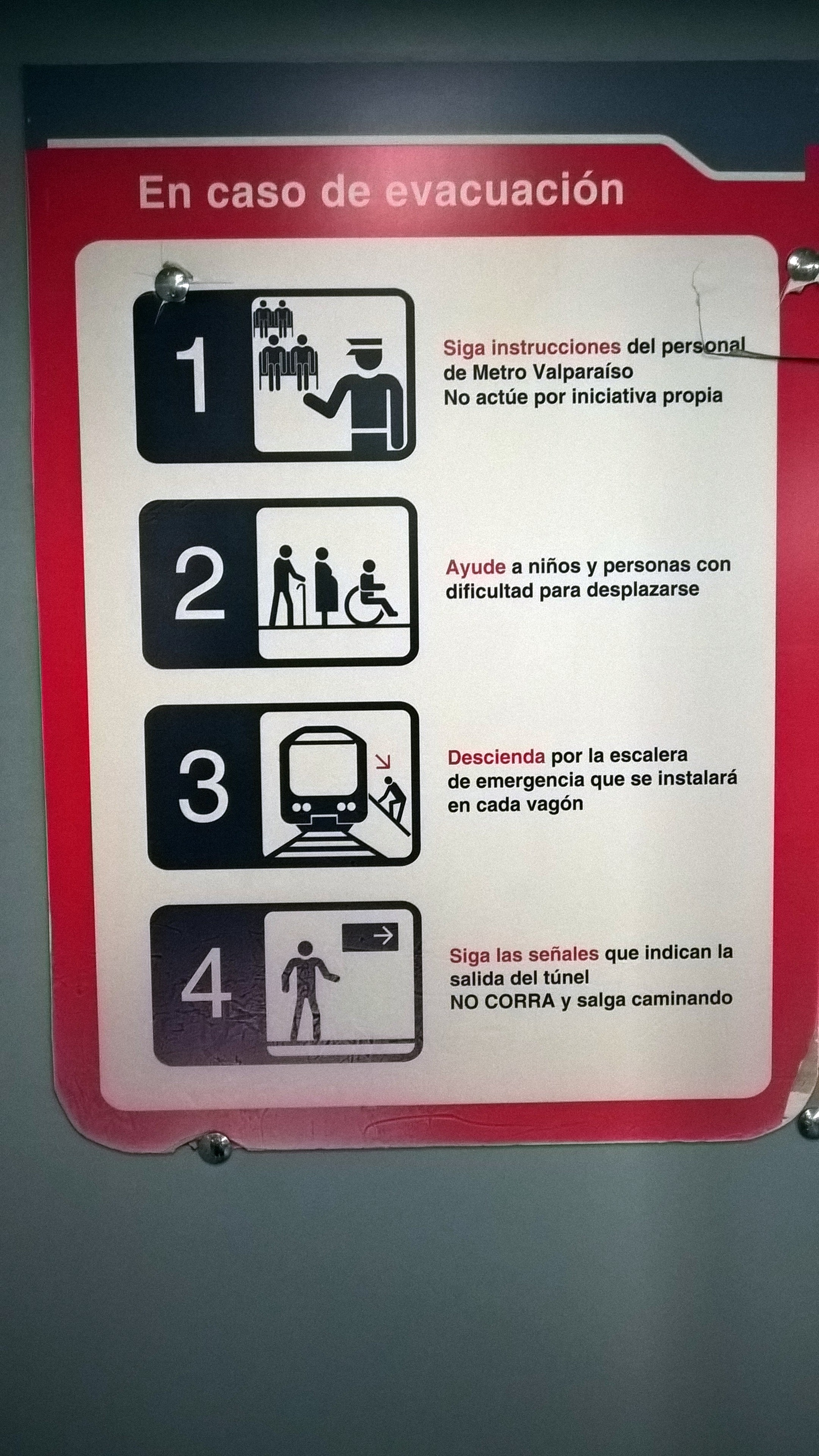
緊急時の案内が書かれたステッカー

## X'Trapolis Modular
X'Trapolis Modularは2014年にトレンセントラル（メトロトレン）に、2015年にバルパライソ近郊鉄道(Merval)に導入されたアルストム製の最新型車両である。最高運転速度は120 km/h。メトロトレンでは2編成連結の4両もしくは3編成連結の6両、Mervalでは1編成単体2両での運用が多い。車内はクロスシートとなっている。このX'Trapolis Modularは他の車両の置き換えのために導入されたのではなく、増える利用者に対応するために導入された。

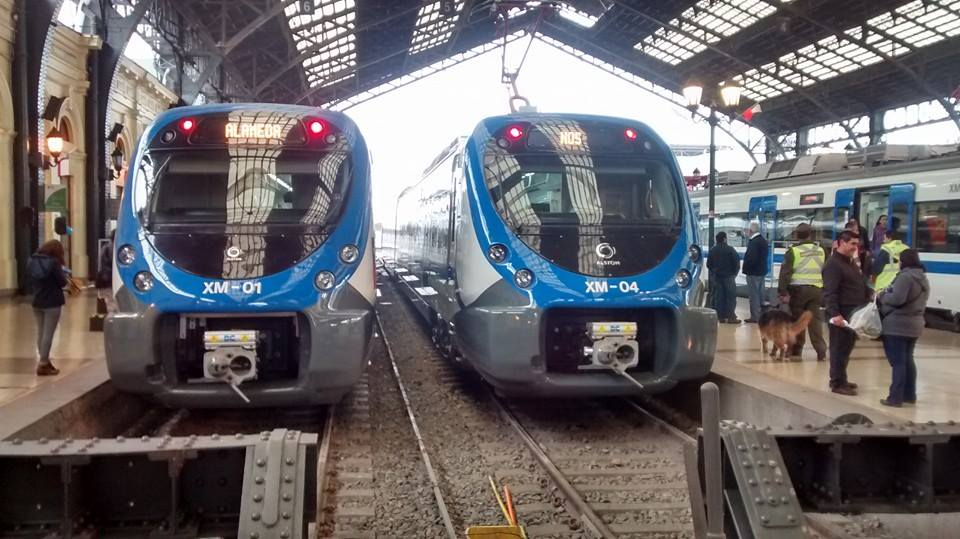
X'Trapolis Modular形電車
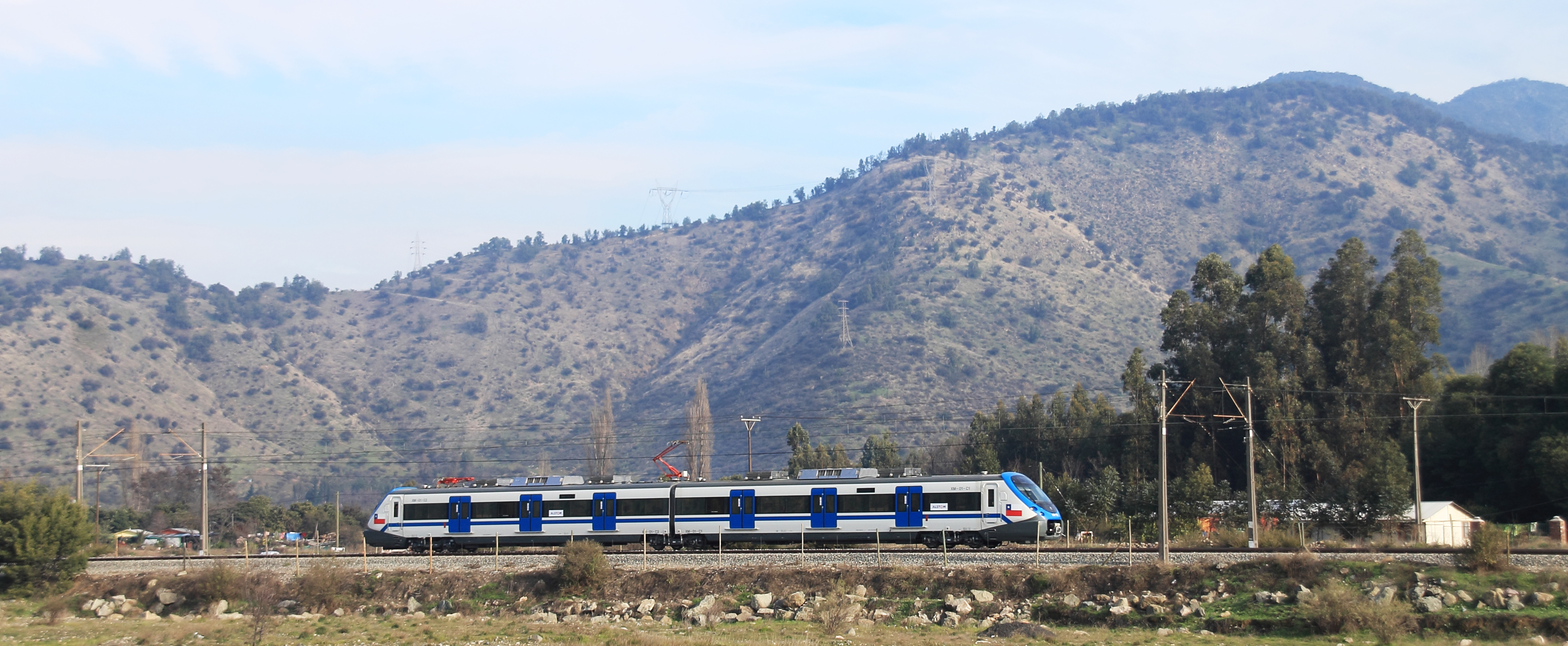
メトロトレンで運用されているX'Trapolis Modular形電車
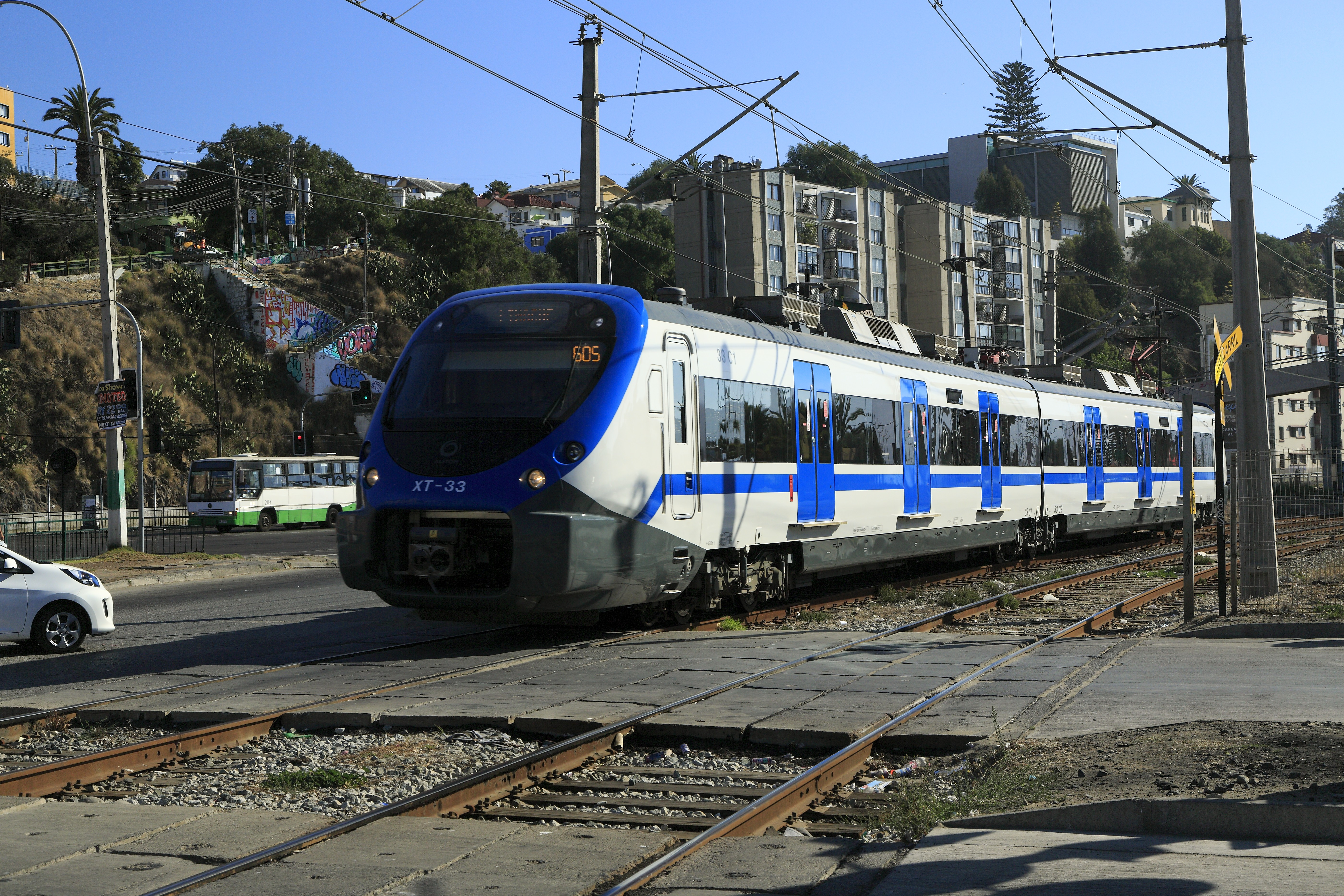
Mervalで運用されているX'Trapolis Modular形電車
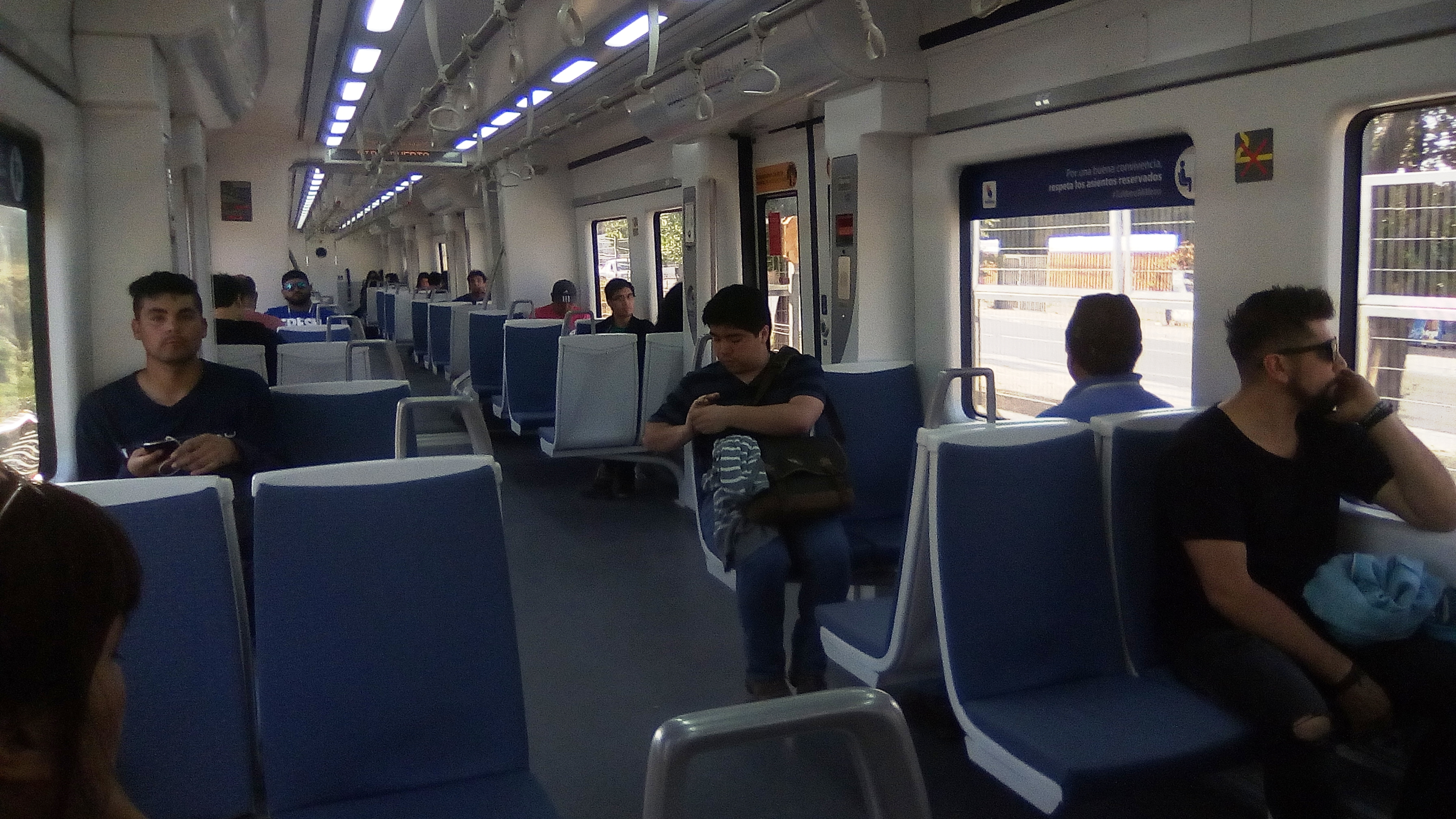
車内(Merval)

## 中国中車四方製ハイブリッド車両（形式名未定）
2019年8月にチリ国鉄が発表した、UTS-444に替わる新たな優等車両。
この車両は、電気とディーゼルエンジンのどちらでも駆動することが可能な「ハイブリッド仕様」であり、電車としては最高速度160 km/hで走行可能。それによりUTS-444が4時間30分で走るサンティアゴ - チヤン間を最速3時間40分で走ることが可能となる。ディーゼルエンジンは緊急時のほか、チヤン以南に存在する架線が取り外された区間で使用することを予想し、サンティアゴ - コンセプシオン間の直通が可能になる予定。さらに最終的にはコンセプシオンとチリの旅客鉄道の最南端の駅であるプエルトモント（休止中）の間で運行する計画も存在する。2019年9月より国際的な入札を開始し、翌2020年12月に中国中車が落札したと発表された。最終的に4両6編成が導入され、同時に運用される区間の設備の大幅な改良も行なわれる。
車体は裾絞りで、両端の先頭車は流線型のデザインとなり、乗客用の乗降扉は両開きのものが各車両の中央片側に一カ所設置される。

## 中国中車製電車（形式名未定）
2020年3月より導入され、ビオトレンで活躍中のAESとUT-440を「全て」置き換える予定の中国中車製の電車である。3両10編成が導入予定であり、アルストムとCAFと中国中車で入札を競った結果、中国中車が落札。非電化区間用の3両2編成の気動車と共にビオトレンへの納入が決定した。
車内はクロスシートで車椅子スペースを配置し、混雑時にも対応できるよう吊り手棒の他につり革を設置。乗り降り用の自動ドア上と車内端の天井には案内用の電光掲示板も設置される予定である。3両での定員は813人。

## 参考ページとリンク
各車両を全て取り扱うページは現在すべてリンク切れとなっているため、ページのアーカイブへのリンクを以下に示す。
- Trenes de Chile - ウェイバックマシン（アーカイブ）
- Los Automotores Eléctricos en Chile. - ウェイバックマシン（アーカイブ）
- p u r o T r e n - ウェイバックマシン（アーカイブ・TrainWeb）